# Архитектура Мельбурна

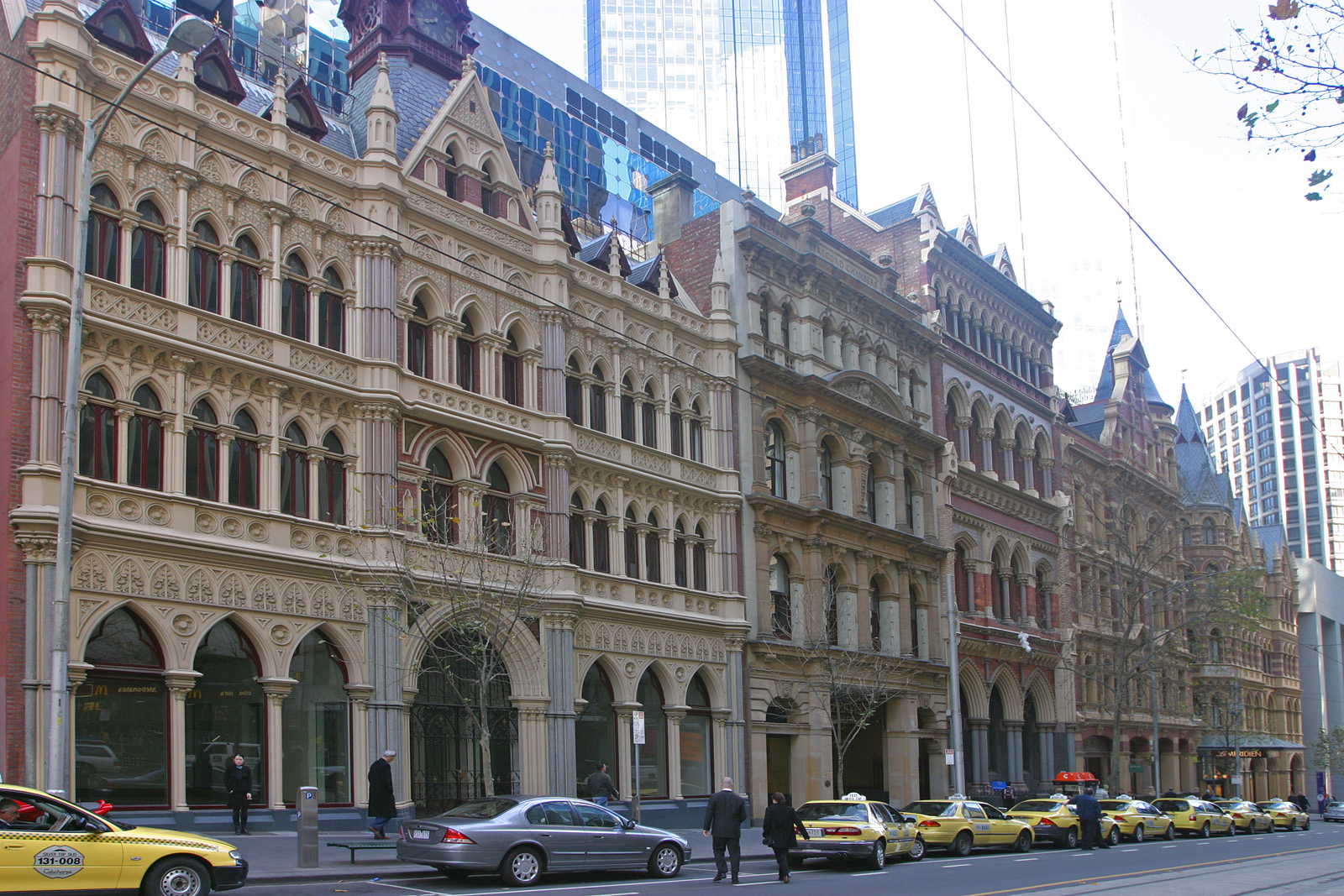
Высотки построенные на заднем плане зданий викторианской эпохи, что бы не загораживать их.

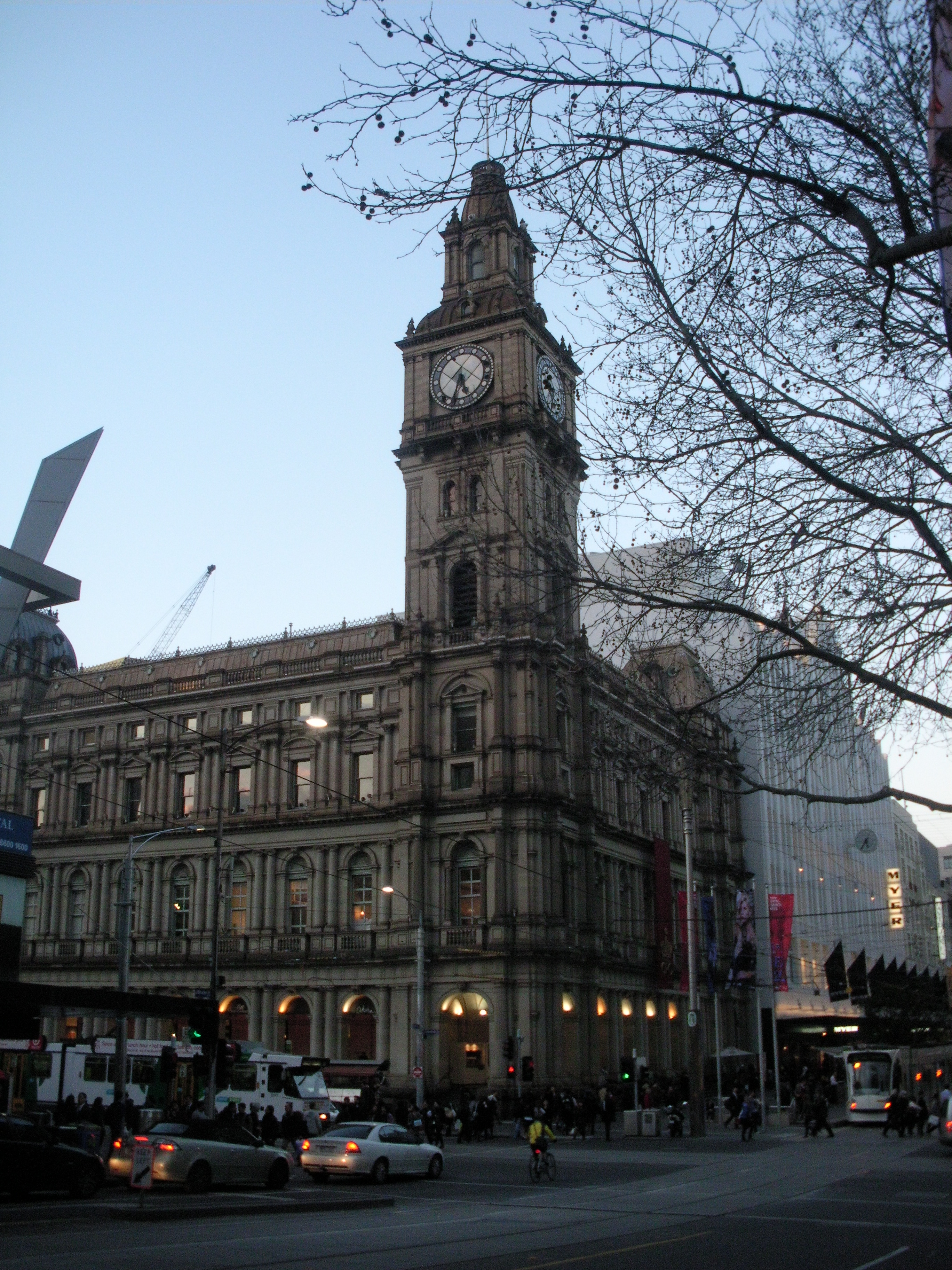
Главпочтамт Мельбурна построенный во время Викторианской золотой лихорадки, в данный момент в этом здании располагается магазин H&M

Архитектура Мельбурна, второго по численности населения города в Австралии, характеризуется обширным сочетанием старой и новой архитектуры. Город известен тем, что сохранил значительное количество памятников викторианской архитектуры, больше чем в других уголках страны. Кроме того, в Мельбурне викторианская архитектура удачно соседствует с современной: в центре города возведено около 60 небоскребов высотой более 100 м. Они намеренно отодвинуты от транспортных магистралей и улиц, чтобы сохранить облик и целостность исторической архитектуры, что позволило городу завоевать статус «самого европейского города Австралии».
Процветание Мельбурна пришлось на 1850-е годы, после открытия месторождений золота и последующей золотой лихорадки. Это был долгий период богатства и значимости, когда город стал одним из самых процветающих в Британской империи, на втором месте после Лондона. Это нашло отражение в большинстве архитектурных элементов в период расцвета викторианской эпохи, и созданию самых дорогих сооружений в ранней истории Австралии. Некоторое время вплоть до начала XX века, Мельбурн был самым густонаселенным городом Австралии, пока таковым не стал Сидней. Также сообщается, что Мельбурн заочно мог соревноваться с небоскребами в Чикаго и Нью-Йорке, после возведения здания Королевы Анны APA Building, которое считалось одним из самых высоких зданий в мире в 1890-х годах, самым высоким зданием в Австралии до 1912 года и самым высоким зданием Мельбурна до 1929 года. Небрежное отношение правительства к наследию 1950-х — 70-х годов привело к разрушению большей части ранней архитектуры города, хотя некоторые здания были сохранены, в частности здание Королевского выставочного центра, здание главпочтамта, Государственная библиотека Виктории и ряд церквей и соборов.
Инженерные разработки привели к тому, что Мельбурн стал портовым городом, а строительством дока в болотистой местности к западу от города в 1889 году руководил английский инженер сэр Джон Куд. Послевоенный период в Мельбурне ознаменовался возрождением экономики города и успешной заявкой на проведение летних Олимпийских игр 1956 года. Примерно в это же время строительство небоскреба ICI House привнесло в облик города современный стиль высотного архитектурного строительства, схожий со стилем Северной Америки и Азии.
Сочетание старого и нового стилей дало Мельбурну репутацию города без характерного архитектурного стиля, а скорее скоплением зданий разных времён. В городе также располагается Башня Эврика, которая являлась самой высокой жилой башней.

## История

### Эпоха бума
Мельбурн был впервые заселен в 1835 году, после открытия пресной воды в реке Ярра. Земля к северу от Ярры была равнинной, в то время как на западе, востоке и севере лежали горные хребты, с небольшими ручьями, спускавшимися через равнину города к реке. Мельбурн располагался на более выгодном для заселения северном берегу. Первая сеть улиц Ходдла, имела ширину около 30 метров (значительно шире, чем улицы Сиднея).Впоследствии большая часть территории была выровнена для строительства железной дороги вдоль улицы Спенсер. Город был в основном спроектирован Джоном Бэтманом, Джоном Паскоу Фокнером и двумя тасманийцами, которые исследовали, а впоследствии и приобрели землю в 1830-х годах. До 1850-х годов поселение Мельбурн росло умеренными, но устойчивыми темпами, наблюдался демографический рост. После периода раннего заселения было обнаружено месторождение золота, и массы людей стекались в порт города из Европы и Соединенных Штатов, чтобы обогатиться. В результате золотой лихорадки население Мельбурна выросло с 4000 в 1837 году до 300 000 в 1854 году. В 1850-х годах на месторождениях Виктории было добыто золота на сумму около 100 миллионов фунтов стерлингов. В это время те, кто иммигрировал в город, стали шахтерами, а также предпринимателями, основавшими предприятия по всему городу. В результате повышения доходов города Мельбурн обзавелся многими выдающимися зданиями в районе размеченном геодезистом Ходдлом. Ими стали Государственная библиотека, здание парламента, ратуша и главпочтамт. Длительный период процветания и развития положительно сказался на городе, его все чаще стали называть «Чудесный Мельбурн». Лондонские банки выдавали большие ссуды мужчинам, которые предлагали проекты по развитию города, особенно со сложными архитектурными решениями. К таковым относятся: «магазин Крейга, Уильямсона и Томаса» (1883 г.), «Prell’s Buildings» (1889 г.), «Menzies Hotel» (1867 г.), «Fink’s Building» (1888 г.), «Coffee Palace» (1883 г.), «Broken Hill Chambers» (1880 г.)), головной офис компании «Broken Hill Proprietary» (BHP) и «Equitable/Colonial Mutual Life Building» (1893 г.) — все эти здания впоследствии были разрушены.

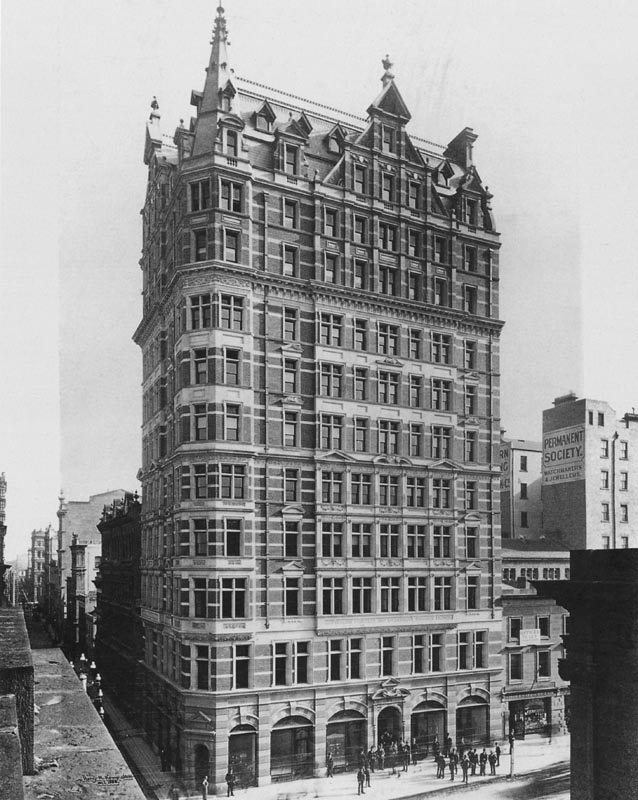
The APA Building, построено в 1889 году, в 1890-е годы считалось одним из самых высоких зданий, было снесено в 1981 году.

Фридриху Вильгельму Преллу было поручено построить здания в Мельбурне. Прелл родился в Гамбурге, Германии, и мигрировал в Австралию в возрасте 21 года. Он основал фирму F.W. Prell and Company Limited, занимающуюся импортом и экспортом. В 1886 году вице-президент американской компании Otis Elevator В.Ф. Холл, побывал в Мельбурне. В разговоре с Преллом Холл сравнил два города Сидней и Мельбурн на наличие лифтов в общественных зданиях, в первом их было шесть, а во втором — ни одного. Он отметил, что рабочие верхних этажей поднимаясь по лестнице, будут испытывать боль в ногах, усиленное сердцебиение и твердую решимость сменить место работы". Прелл надстроил два этажа к своему зданию, и установил первые пассажирские лифты в Виктории. Между 1888 и 1889 годами на улицах Квинс и Коллинз были построены три 11-этажных здания по проекту Прелла, которые стали известны как «Вавилонские башни элеваторного типа». Здания были построены в стиле модерн-ренессанс из кирпича и камня с карнизами, украшенными орнаментами. Они использовались в качестве коммерческих офисов. Здания Прелла были снесены в 1975 году по «безосновательной причине».
Здания «магазина Крейга, Уильямсона и Томаса» были универмагами, в которых продавались самые разнообразные товары, в том числе одежда, шелка и сатин. 22 ноября 1897 года произошёл пожар, который разрушил большую часть интерьера здания, ущерб от которого составил 1 500 000 фунтов стерлингов и потери на сумму £ 100 000. Фасад был сохранен и расширен до того, как здание было продано в 1946 году. Commonwealth Bank of Australia открыл филиал на этом месте, и существовал до того, как в 1969 году было разрушено здание когда-то крупнейшего ритейлера в Австралии. В отеле Menzies, построенном в 1867 году в стиле Второй империи, останавливались такие выдающиеся личности, как Александр Грейам Белл, Герберт Гувер и Нелли Мелба. Это был один из первых больших отелей Мельбурна, построенный на земле, купленной Арчибальдом и Кэтрин Мензис. Как и «магазин Крейга, Уильямсона и Томаса», здание этого отеля также было снесено в 1969 году, чтобы освободить место для BHP Plaza. Здание AXA Equitable Holdings (позднее Colonial Mutual Life) на северо-западе на углу улиц Коллинз и Элизабет было спроектировано как «самое грандиозное здание в Южном полушарии, которое будет существовать вечно». Его дизайн, разработанный американским архитектором немецкого происхождения Эдвардом Ратом, основывался на возрождении романского стиля, популярном в США в 1880-х годах, был построен из массивных гранитных блоков, а стоимость здания оценивалась в £ 233 000. На тот момент оно являлось одним из самых высоких зданий в Мельбурне. Национальный фонд исторических достопримечательностей и природных красот, встал на сторону общественного мнения, и заявил, что здание «устаревшее, показное и мрачное», и счел его непригодным для эксплуатации, и впоследствии оно было снесено в 1960 году.

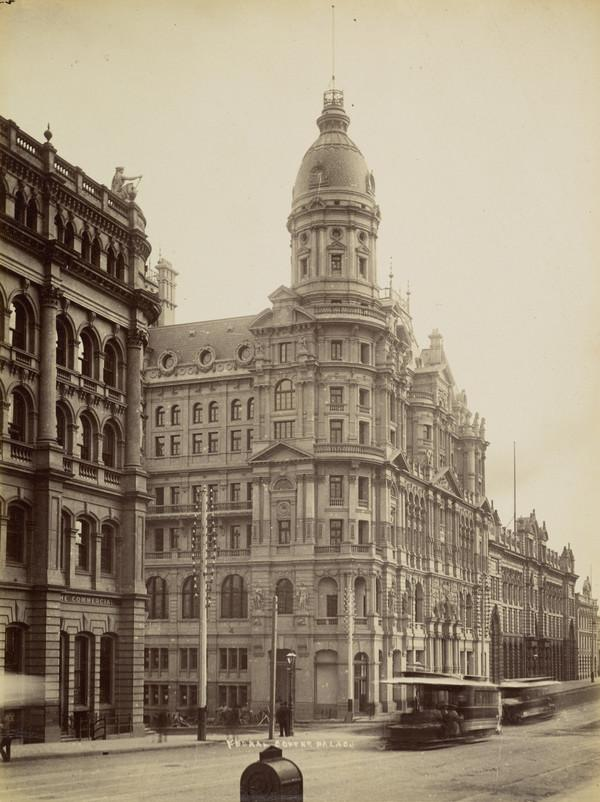
Гранд-отель «Coffee Palace», здание 19-го века, расположенное на углу улиц Коллинз и Кинг-стрит, было разрушено в 1972 году.

Небоскрёб APA Building, какое-то время был одним из самых высоких зданий в мире. Расположенное на улице Элизабет, на пересечении с улицей Флиндерс-лейн, здание возвышалось над линией горизонта Мельбурна в течение многих лет до строительства ICI House в 1957 году. Здание было построено на месте E.S. & A Bank и включало в общей сложности 12 этажей (164 футов). Все права на распоряжение зданием принадлежали генеральному почтмейстеру и директору бисквитной компании «Swallow and Ariell» F.T. Durham. Здание APA было построено в 1888—1889 гг., в архитектурном стиле королевы Анны, с остроконечной линией крыши, дорожками, башенками и декоративной кладкой. Он был построен в красных и кремовых тонах, с магазинами и офисами, занимающими большинство этажей. В здание были интегрированы гидравлические лифты и торжественно открыты премьер-министром Дикином, Альфредом. По мере того как строительство приближалось к завершению, земельный бум в Мельбурне рассеялся, и город впал в экономическую депрессию. Офисные помещения стало значительно сложнее сдавать в аренду. Активы F.T. Durham были куплены по цене превышающей их рыночную стоимость, Банком недвижимости Munro’s Real Estate Bank, что помогло защитить его компанию. Верхние этажи и башни здания были демонтированы в 1950-х годах. Само здание было снесено в 1981 году, предположительно потому, что было признано «пожароопасным», а владельцы отказались платить 2 миллиона долларов за страхование от пожара.
«Coffee Palace», здание в стиле второй империи на Коллинз-стрит, было построено в 1883 году. После его открытия газета «The Age» объявила его одним из «самых великолепных» зданий в Австралии. Здание ввели в эксплуатацию политик и застройщик Джеймс Мунро и Джеймс Мирамс. Экстерьер был разработан Ellerker и Killburn, а интерьер — совместно с Уильямом Питтом. Здание обошлось в 150 000 фунтов стерлингов и стало одним из грандиозных отелей Мельбурна. Но изменившиеся предпочтения к современным американским отелям предопределили смерть заведений Старого Света, таких как «Coffee Palace». И, несмотря на общественный резонанс и петиции, оно было снесено в 1972-м году. Аналогичная судьба постигла и другие величественные здания этой эпохи, Melbourne Queen Victoria Hospital (1848—1994), 10-этажный Fink’s Building (1888—1967), Scott’s Hotel (1837—1962), Victoria Building and Queens Walk Arcade (1888-1960s), APA Tower (1880s-1967), the Fish Markets (1892—1959) и the Tivoli Opera House (1866—1969).

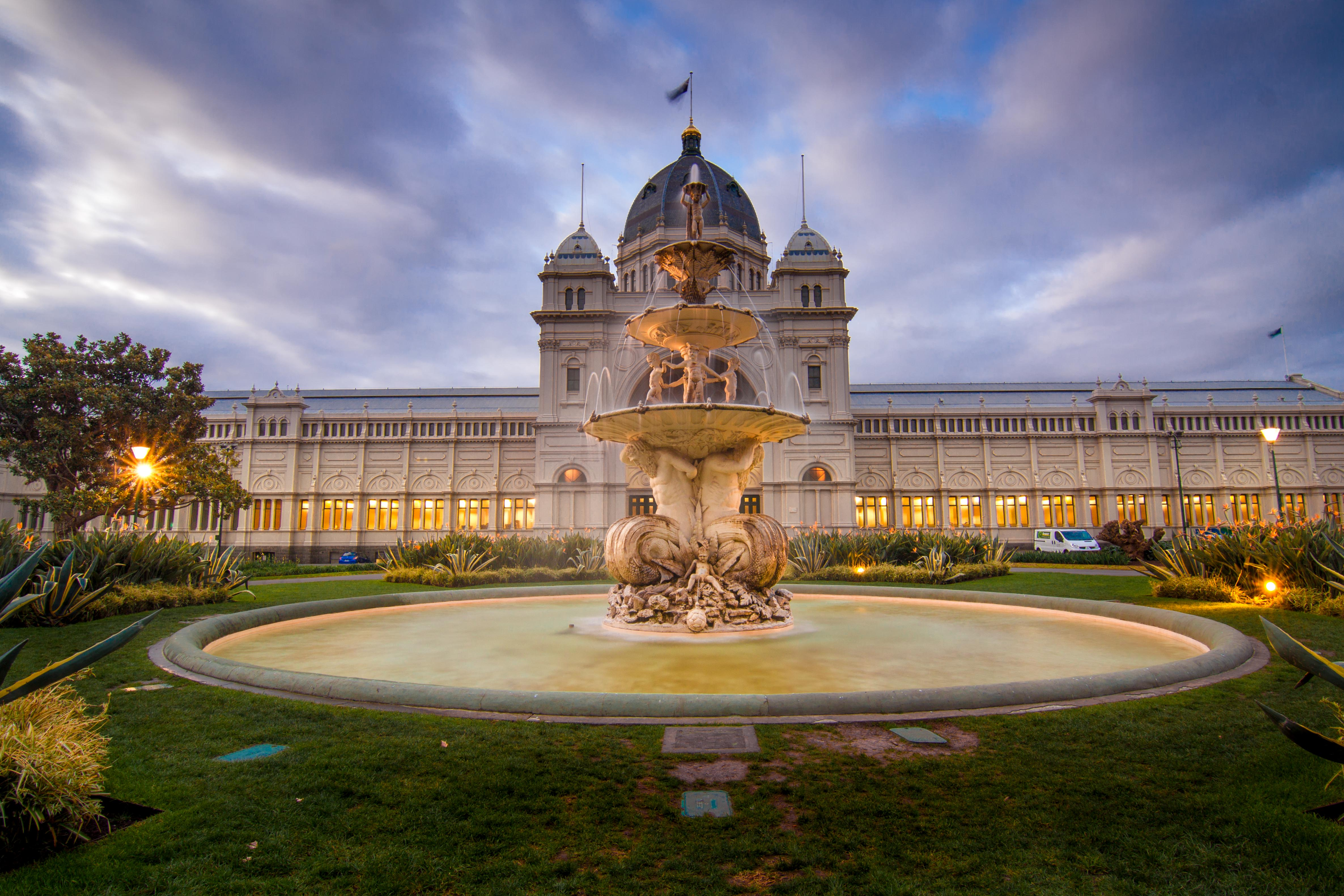
Королевский выставочный центр (1879), Объект Всемирного наследия ЮНЕСКО.

Один из двух оставшихся «небоскребов» 19-го века в Мельбурне — это бывшее здание Национальной ассоциации взаимопомощи расположенное на юго-западе на углу улиц Коллинз и Куин, девятиэтажное здание, построенное в 1892 году (расширенно в 1903 году компанией Best Overend & Partners). Здание было известно под различными названиями, например A.C. Goode House, с недавнего времени — Банк Новой Зеландии Австралии (BNZA). Это кирпичная конструкция с фасадом из фриза в стиле готической архитектуры, с остроконечными арками, увенчанная шпилями на крыше. Дизайн был разработан фирмой из Аделаиды Wright, Reed and Beaver. В «Наследии Виктории» отмечается, что здание в готическом стиле является прекрасным примером эстетической и архитектурной значимости. Внешний фасад содержит множество отличительных для стиля элементов, таких как роскошное моделирование, башня, парапеты и фронтоны, каменные кладки. Интерьер сочетаться с такими особенностями, как экзотические цоколи из серого мрамора, красные мраморные пилястры и колонны, а также лестницы из белого мрамора в фойе. Внутри оборудовано отделение банка с богато украшенным потолком. Ряд других зданий, построенных в Мельбурне во время земельного бума, пережили прошлый век и сохранились до наших дней, такие как Королевский выставочный центр, построенный для Всемирной выставки 1880 года, Готический банк Уильяма Уорделла (1883), Отель Виндзор (1884), Old Stock Exchange Уильяма Питта в стиле
венецианской готики (1888 г.) и Twentyman & Askew’s Stalbridge Chambers (1890 г.).

### Арт-деко и другие архитектурные стили в 1900—1940-е года

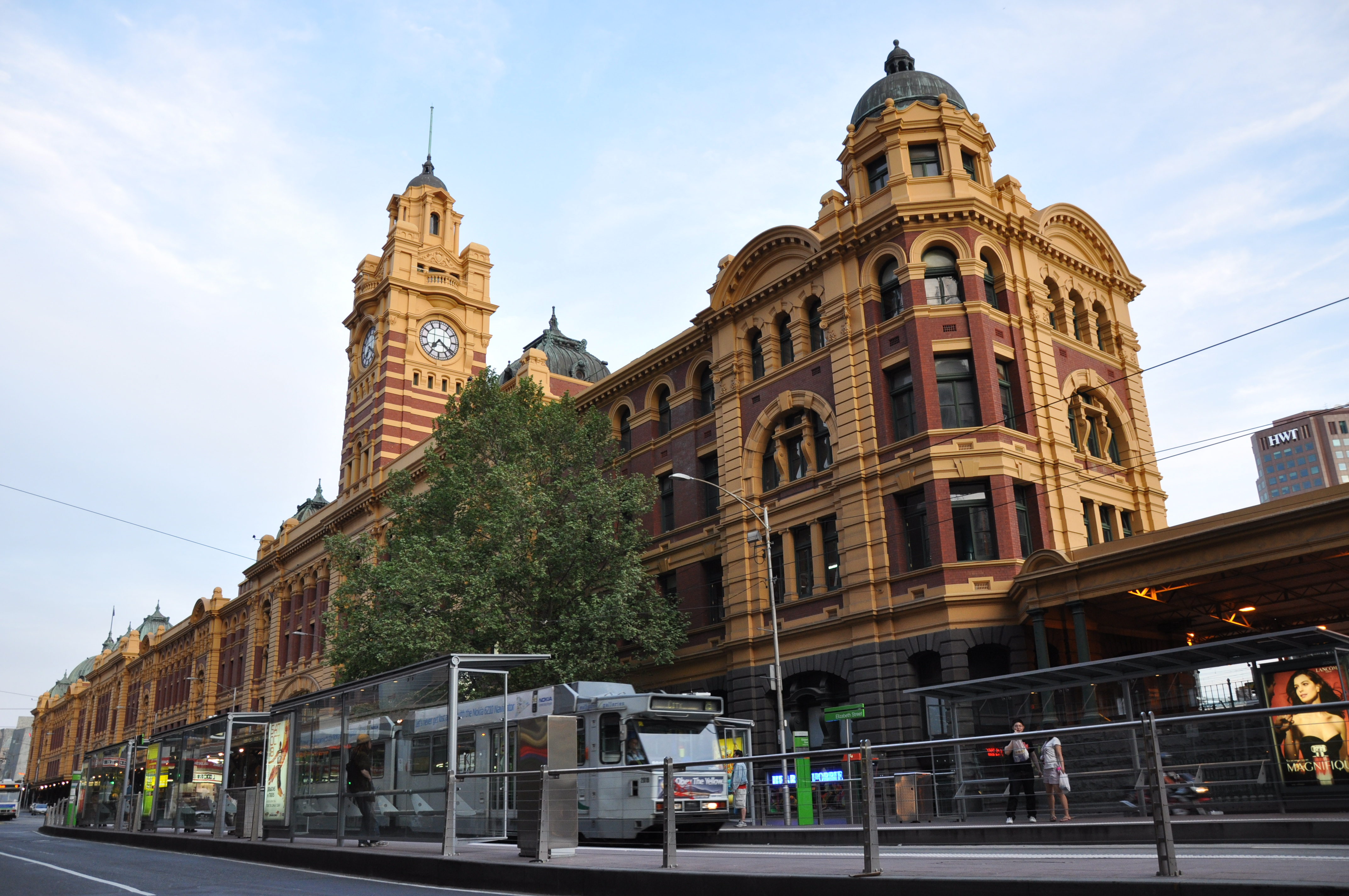
Вокзал Флиндерс-стрит (1909)

Рубеж веков в Мельбурне ознаменовано созданием содружества Австралии в 1901 году. После длительного периода богатства и процветания после открытия золотых месторождений в 1850-х годах, экономика Мельбурна начала ослабевать в конце 1890-х годов после закрытия многих банков, и первенство среди самых густонаселенных городских районов Австралии перешло к Сиднею к 1901 году. Но он оставался значимым благодаря тому что стал столицей Австралии, где располагалось правительство. Здание парламента на Спринг-стрит было построено для размещения парламента Австралии между 1855 и 1929 годами в стиле неоклассицизма. В результате экономического спада архитектура стала отражать более сдержанный стиль, ориентированный не столько на Европу, сколько на Соединенные Штаты, в большей степени присутствовал Неороманский стиль. Экономический подъём в 1910-х годах привел к возрождению и росту строительства. Процветание Мельбурна дало понять, что город нуждался в современном железнодорожном пассажирском терминале, вместо существующей системы с различными железнодорожными ангарами в районе Флиндерс-стрит.
Вокзал Флиндерс-стрит был построен после проведения конкурса в 1899 году, на которы было подано 17 заявок. По существу конкурс проводился только в плане детального проектирования здания вокзала, так как расположение вестибюля, входов, путей и платформ, тип платформ, кровли и даже расположение комнат в некоторой степени уже были определены. Первый приз, в £500, достался союзу Fawcett and Ashworth — архитектора и инженера, работавших в системе железных дорог Виктории. Их дизайн, названный Green Light, был выполнен в стиле французского Ренессанса и включал большой купол и высокую башню с часами. Железнодорожное депо над платформами должно было иметь много арочных крыш, идущих с севера на юг, но сохранился только альтернативный план, изображающий впечатляюще высокую трех-арочную крышу (идущую с востока на запад) над залом — дизайн был сильно изменён в 1904 году, а работа над самим зданием станции началась в 1905 году. Строитель из Балларата Питер Роджер был награждён контрактом на сумму 93 000 фунтов стерлингов, и станция первоначально должна была быть возведена из камня, но это превысило выделенный бюджет.
Вместо этого был выбран красный кирпич и цементная штукатурка в эдвардианском стиле. Работы над куполом начались в следующем году, и за затянувшимся строительством стала следить созданная в мае 1910 года Королевская комиссия. Компания «The Way and Works Branch» железных дорог Виктории взяла на себя проект, и основные работы над вокзалом были завершены к середине 1909 года. Веранда, выходящая на Флиндерс-стрит и крыша вестибюля, а также веранда вдоль Суонстон-Стрит не были завершены до официального открытия в 1910 году. За свою историю здание было перекрашено пять раз. Последние малярные работы были проведены в 2017 году, чтобы приблизить оттенок к оригинальному цвету, полученному из многочисленных образцов сколов краски.

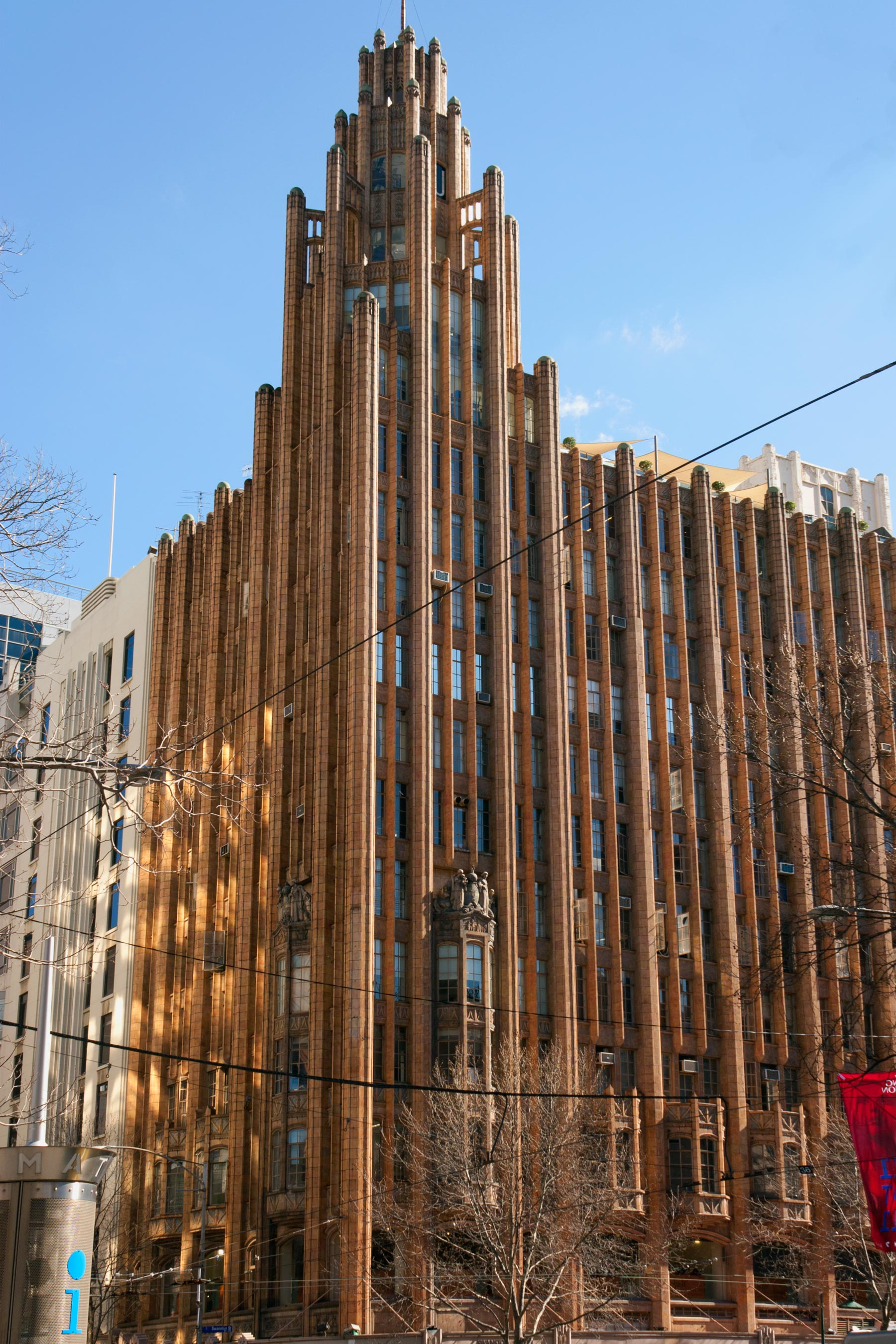
Manchester Unity Building в стиле арт деко (1927)

В последующие годы на смену викторианскому стилю, оказавшему сильное влияние на австралийские города, пришли и другие стили. Стили начала 20-го века включали архитектуру Федерации и подъём ар-деко. Развитие пригородов в Мельбурне означало, что большие акры земли выставлялись на продажу, где строились дома в новых архитектурных стилях. Одним из самых популярных стилей стал ар-деко, и несколько общественных городских зданий были спроектированы в этом стиле, в том числе здание Manchester Unity, которое объединяло ар-деко с готическим возрождением. Здание было построено в 1932 году Манчестерским объединением I. O. O. F. в Виктории. Другие здания в стиле ар-деко включают: торговый центр Myer (1920), здание T & G (1929), Australasian Catholic Assurance Building (1935) и Mitchell House (1937). Появление новых стилей является зеркальным отображением диверсификации города, и общих мировых изменений в международной архитектурной моде. Во время Второй мировой войны в Мельбурне было построено меньше зданий, чем в предыдущие годы. К концу 1940-х годов Мельбурн мог похвастаться множеством стилей эпох, в которых он процветал, включая Викторианскую, готическую, эпоху королевы Анны и самый процветающий стиль начала 20-го века — ар-деко.

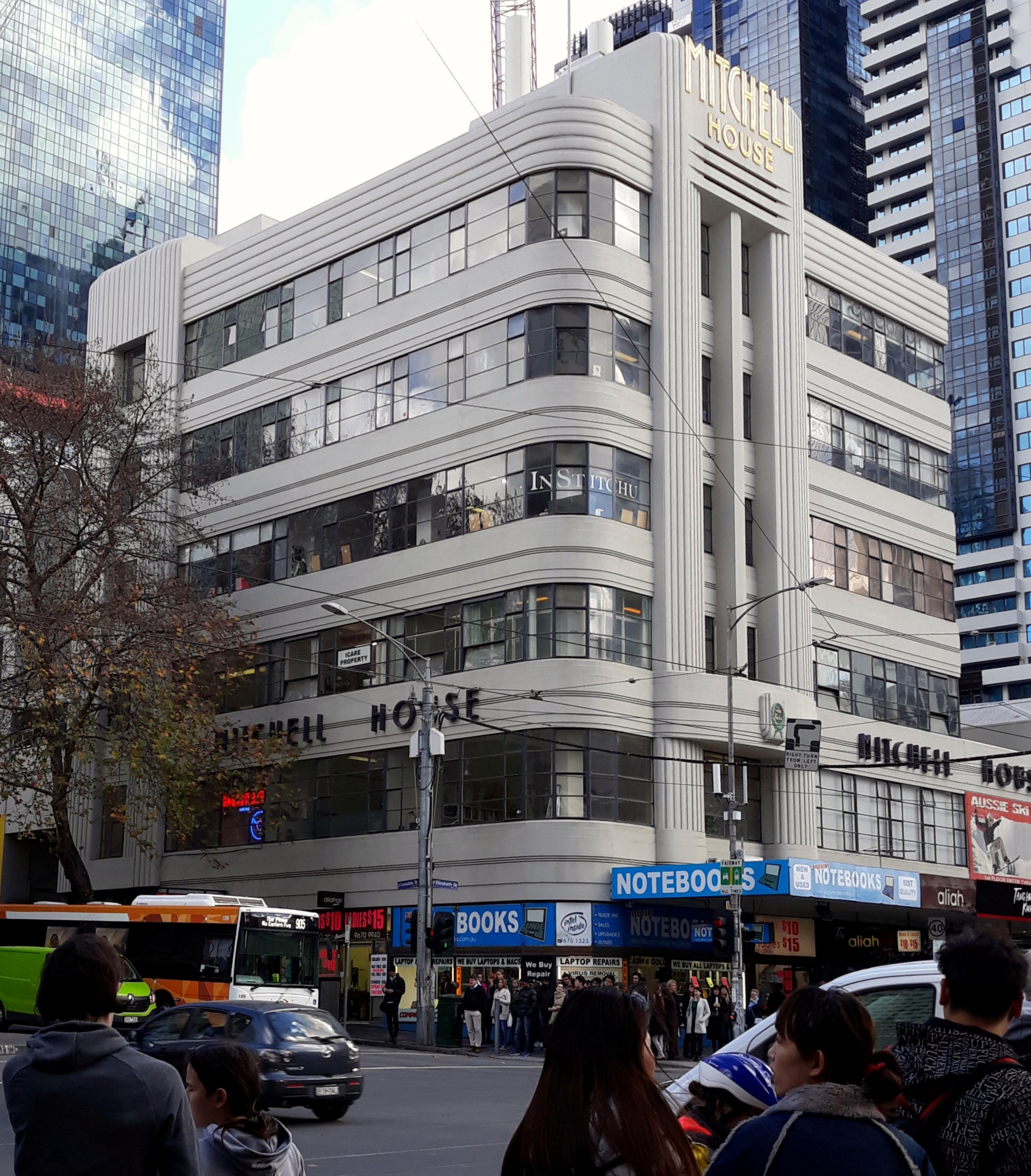
Mitchell House (1937)

### Современная архитектура с 1950-х
С приходом 50-х годов были построены современные высотные офисы, а дом ICI, построенный в 1955 году, был самым высоким зданием Австралии в то время. Дом ICI, превысил рекорд высоты зданий Мельбурна в 132 фута, и стал первым небоскребом интернационального стиля в стране. Оно символизировало прогресс, современность, эффективность и быстро развивающуюся корпоративную власть в послевоенном Мельбурне. Его развитие также проложило путь для строительства других современных высотных офисных зданий, тем самым изменив форму и так разнообразного городского центра Мельбурна. Мельбурн был первым городом в Австралии, который подвергся послевоенному высотному буму, начавшемуся в конце 1950-х, хотя в Сиднее в последующие десятилетия строительство шло активнее — более 50 высотных зданий было возведено между 1970-ми и 90-ми годами. 1960-е и 1970-е годы были периодом небрежного отношения к раннему наследию города, и сейчас многие публицисты называют эти годы безудержного сноса городским вандализмом. Whelan the Wrecker, теперь печально известная компания, специализировавшаяся на сносе, приложила руку к разрушению большинства исторических зданий Мельбурна, в частности Coffee Palace. Огромное количество городских отелей также закрылось в 1950-х годах после принятия закона о спиртных напитках — доход от продажи алкоголя не покрывал расходов на получение лицензии. Это, возможно, стало причиной сокращения патронажа больших отелей Мельбурна в 1950-х и 60-х годах.
Ещё одна особенность, сформировавшая раннюю архитектурную форму Мельбурна — паб — лицензированное питейное заведение, обычно не выше двух этажей, обычно строившееся на углу улиц в пределах города и особенно его центра. В 1920 — х годах в Мельбурне было около 100 угловых пабов, но эта цифра уменьшилась до 45 к 1960-м годам. Сегодня в центре работает около 12 пабов, включая Metropolitan, расположенный на углу Уильям-Стрит, и который впервые подал пиво в 1854 году.

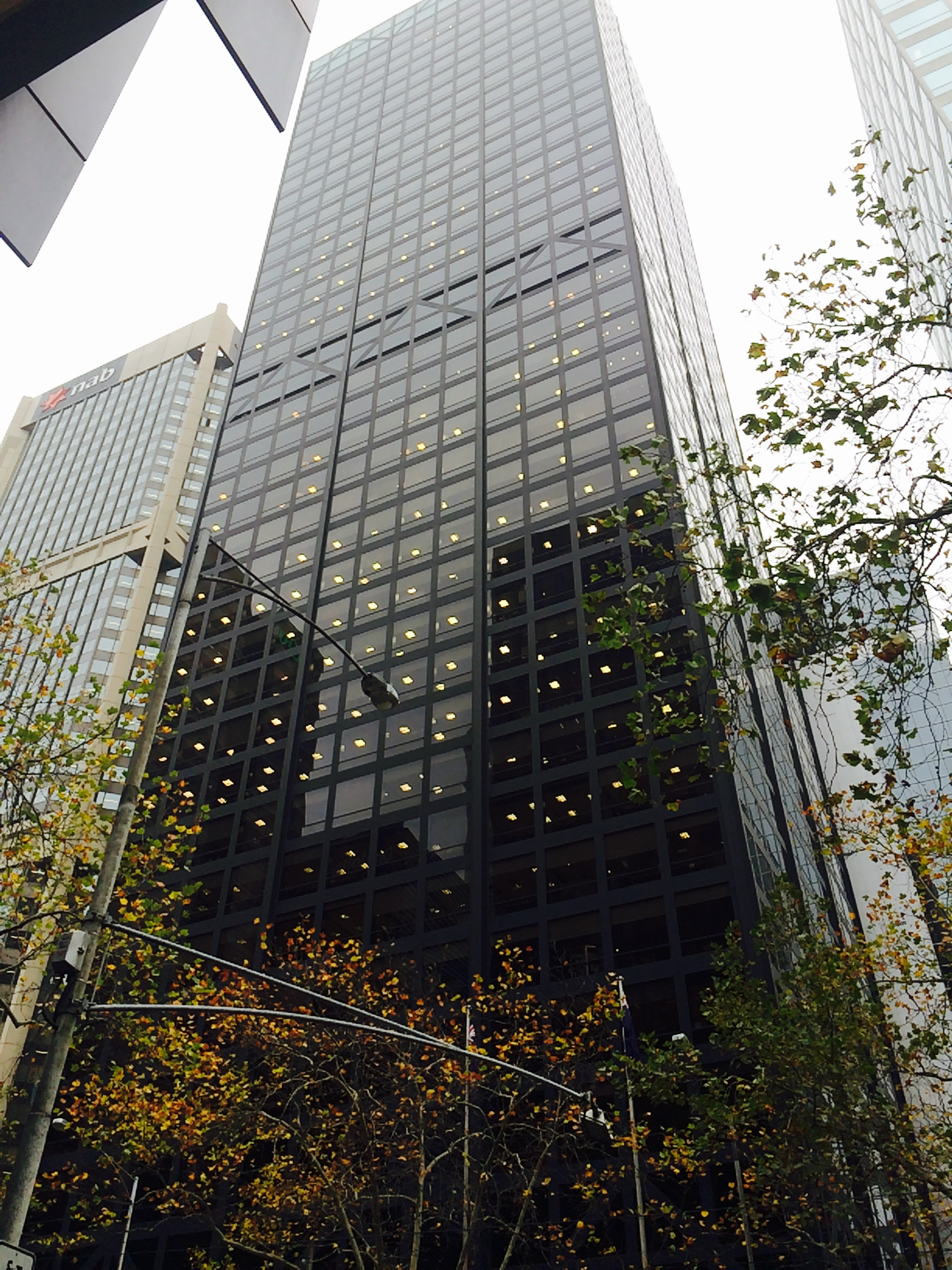
Уильям-Стрит (1972), современное высотное офисное здание, в центре Мельбурна.

В 1972 году в результате постоянного давления со стороны Национального фонда исторических достопримечательностей и природных красот, парламент Виктории внес поправки в Закон О городском и загородном планировании, включив в него «сохранение и улучшение зданий, работ, объектов и мест, представляющих архитектурный, исторический или научный интерес». В законе уточняется запрет на «снос», «ликвидацию» или «украшение или порчу» любого такого здания. Поскольку только определённые места могли рассчитывать на такую поддержку и защиту, определить их должны были муниципальные Советы Мельбурна. Так, в 1973 году городской совет Мельбурна определил весь центр города (район CBD) как область исторического и культурного значения. Однако эта общая мера защиты была отменена в 1975 году, после того, как городскому совету стали угрожать компенсационными выплатами застройщикам, планы которых будут отклонены на основании включения областей и мест в список наследия. Несмотря на это, большинство зданий уже были защищены к тому времени в соответствии с законом об исторических зданиях. Однако в разработке акта были задействованы представители недвижимости и коррумпированных представителей застройщиков, имеющих скрытые мотивы. В результате «в центре Мельбурна схема белого слона бесконтрольно действовала на протяжении 70-х годов» — что привело к повсеместной потере исторических зданий.

#### Ажиотаж небоскребов
Между концом 1970-х и 1980-х годов горизонт Мельбурна достиг новых высот со строительством нескольких офисных зданий. Whelan The Wrecker вышел из бизнеса в начале 1990-х годов, а законы о культурном и историческом наследии были ужесточены в середине 1990-х годов. В 1972 году William Street, 140 (ранее известный как BHP House) стал первым зданием города, которое превысило высоту 150 метров и было самым высоким в Мельбурне в течение нескольких лет. Он был построен из стали и бетона и имел впечатляющий фасад из темного стекла. Разработанный архитектурной фирмой Yuncken Freeman вместе с инженерами Irwin Johnson и Partners, он был спроектирован в значительной степени под влиянием современных небоскребов в Чикаго. Местные архитекторы обратились за технической консультацией к Фазлур Рахман Хану из известной американской архитектурной фирмы Skidmore, Owings & Merrill (SOM), проведя 10 недель в его Чикагском офисе в 1968 году. Изобретательность дизайна Уильям-Стрит, 140 получила широкое признание, настолько, что здание стало одним из немногих зарегистрированных небоскребов, попавших в список наследия в Мельбурне.

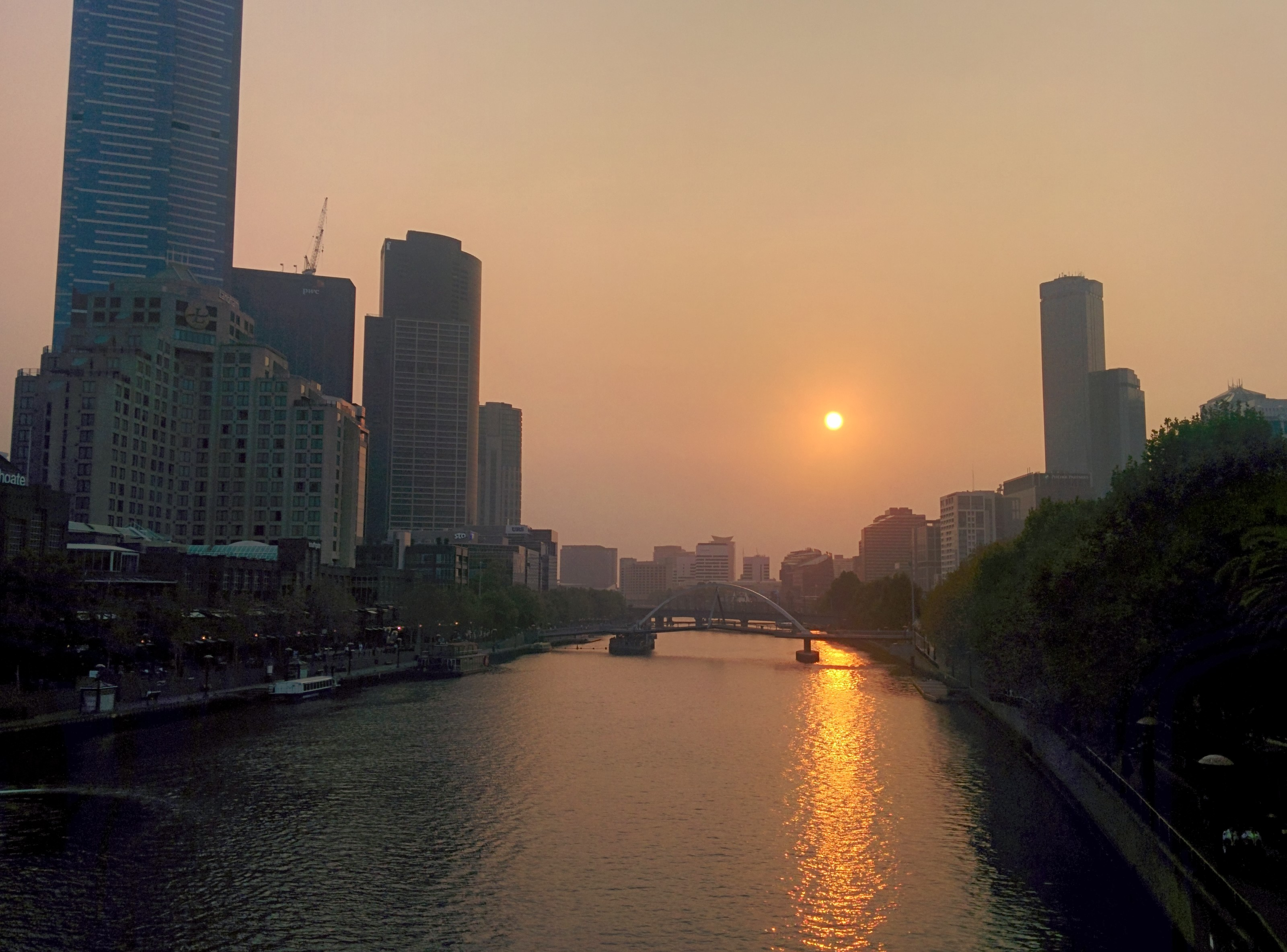
Высотки в центре Мельбурна 2014 год.

Бизнес-центр Optus, который был ненамного выше Уильям-Стрит, 140 был построен в 1975 году. В 1977 году Nauru House претендовал на рекорд самого высокого здания в Мельбурне, достигавшего 182 метров (7200 дюймов), в 1978 году была возведена первая из башен Collins Place высотой 185 метров. Дизайн Collins Place представлял собой две башни и два пространства треугольной формы — открытой площади, выходящей на улицу и торговой площадью за башнями. Эти площади накрывает пространственный каркас с прозрачной пластиковой кровлей. Весь комплекс облицован сборными кирпичными панелями коричневого цвета. В 1986 году башни Rialto, высотой 251 метр, превзошли бизнес-центр MLC Сиднея как самое высокое здание в Южном полушарии. На момент открытия здание занимало 23 строчку в списке самых высоких зданий в мире. В 1990-х годах в Мельбурне было построено ещё 9 зданий, которые превышали высоту 150 метров; 5 из них превысили высоту 200 метров. 101 Collins Street достигает 260-метровой высоты (850 футов), стал самым высоким зданием в Австралии и Южном полушарии в 1991 году; это достижение превзошел соседний 120 Collins Street в том же году. Небоскреб, высотой 265 метров, держал звание самого высокого здания в Австралии и Южном полушарии в течение четырнадцати лет, до завершения Q1 Tower в Голд-Кост в 2005 году.
Между 1996 и 97 годами объектами сноса стали здания в стиле модерн, например, Башни Газотопливной корпорации Виктории. Эти сооружения были построены в конце 1960-х годов в то время, когда модернизация города считалась приемлемой. Эти две башни, спроектированные компанией «Перро и партнеры», были также известны как Princes Gate Towers. По мере того, как общественное мнение склонялось к сохранению наследия XIX века, модернистские Башни Газотопливной корпорации стали восприниматься как «некрасивые и безликие», не имевшие тесной связи с культурным и историческим наследием. Решение правительства Кеннета о сносе модернистских башен было в целом встречено одобрением, и было исполнено, чтобы освободить место для Площади Федерации. Аналогичная судьба постигла отель Australia, построенный в стиле функционализма / модерна в 1939 году и снесенный в 1989 году. В 2008 году один из последних оставшихся пассажей в Виктории в центре Мельбурна был снесен по согласованию с министерством планирования, которое в то время возглавлял Мэтью Гай. Принятие этого решения и скорость сноса вызвали общественное возмущение. Здание Eastern Arcade и Apollo Hall, было построено в 1872 году на месте старого театра Haymarket. Это был третий пассаж, построенный в Мельбурне, который занимал большую площадь, чем Queen’s Arcade и |Royal Arcade. Eastern Arcade был спроектирован Джорджем Джонстоном и имел 68 магазинов, а также верхний этаж. Несмотря на обсуждения, состоявшиеся на сессии городского совета Мельбурна, чтобы сохранить здание или, по крайней мере, его фасад, вся конструкция была снесена в 2008 году.

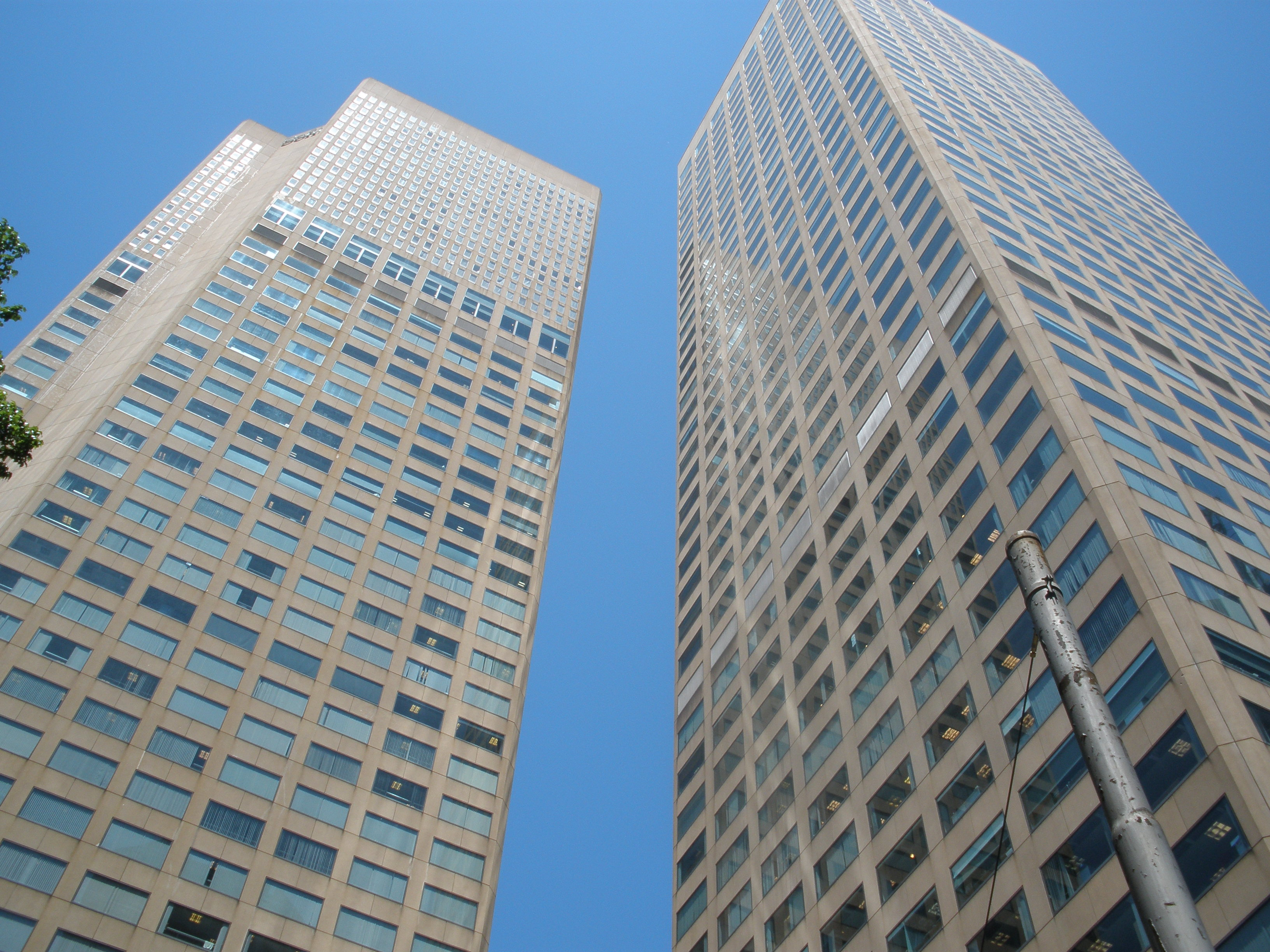
Collins Place
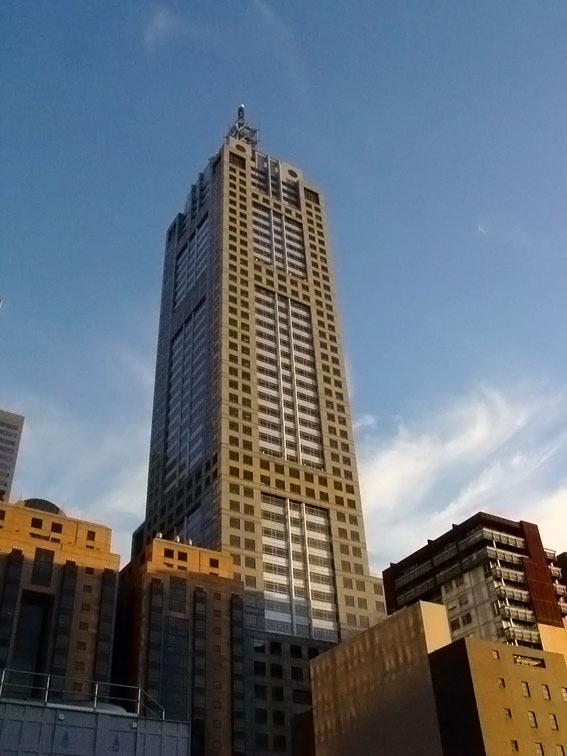
120 Collins Street
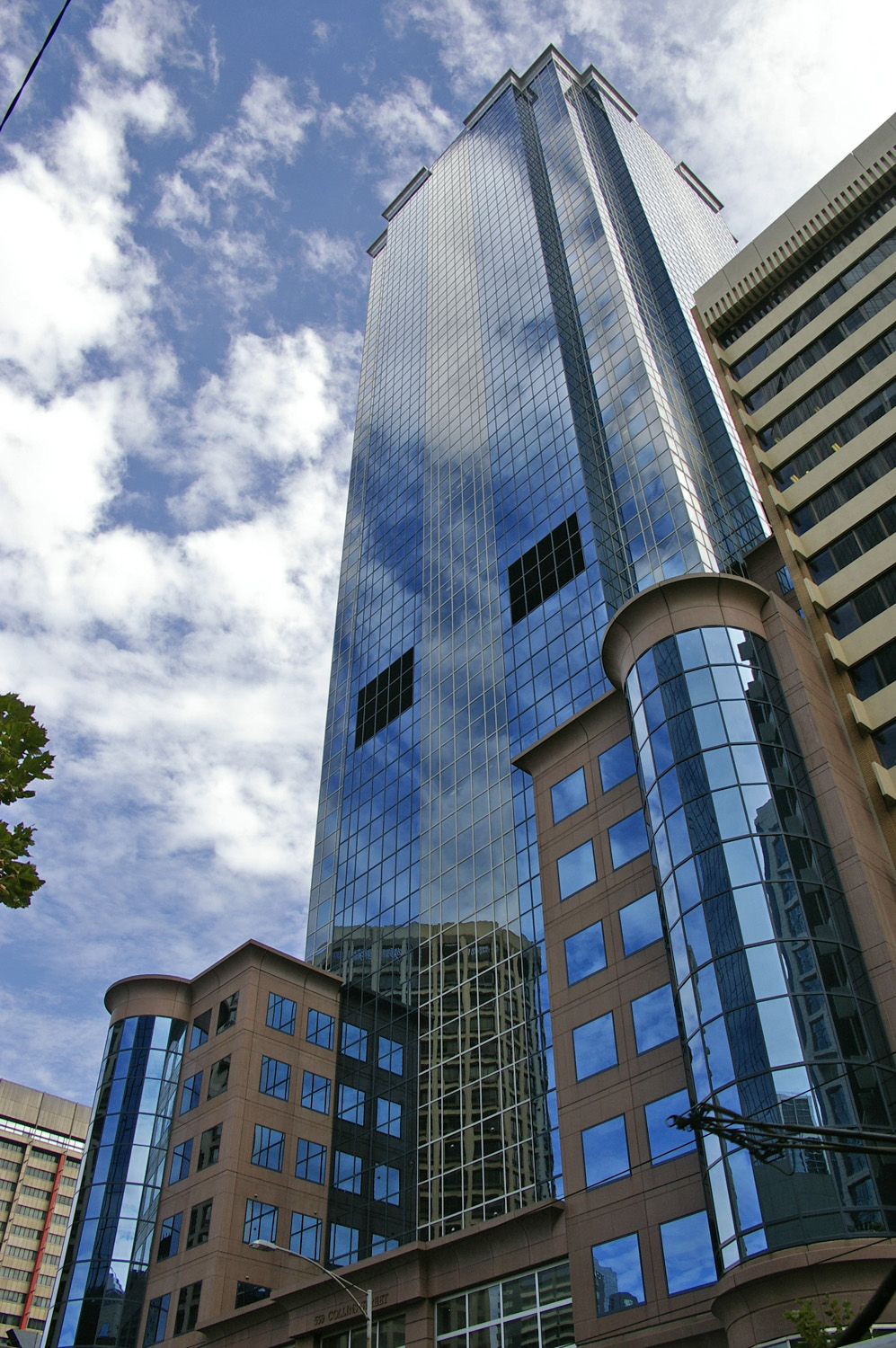
530 Collins Street
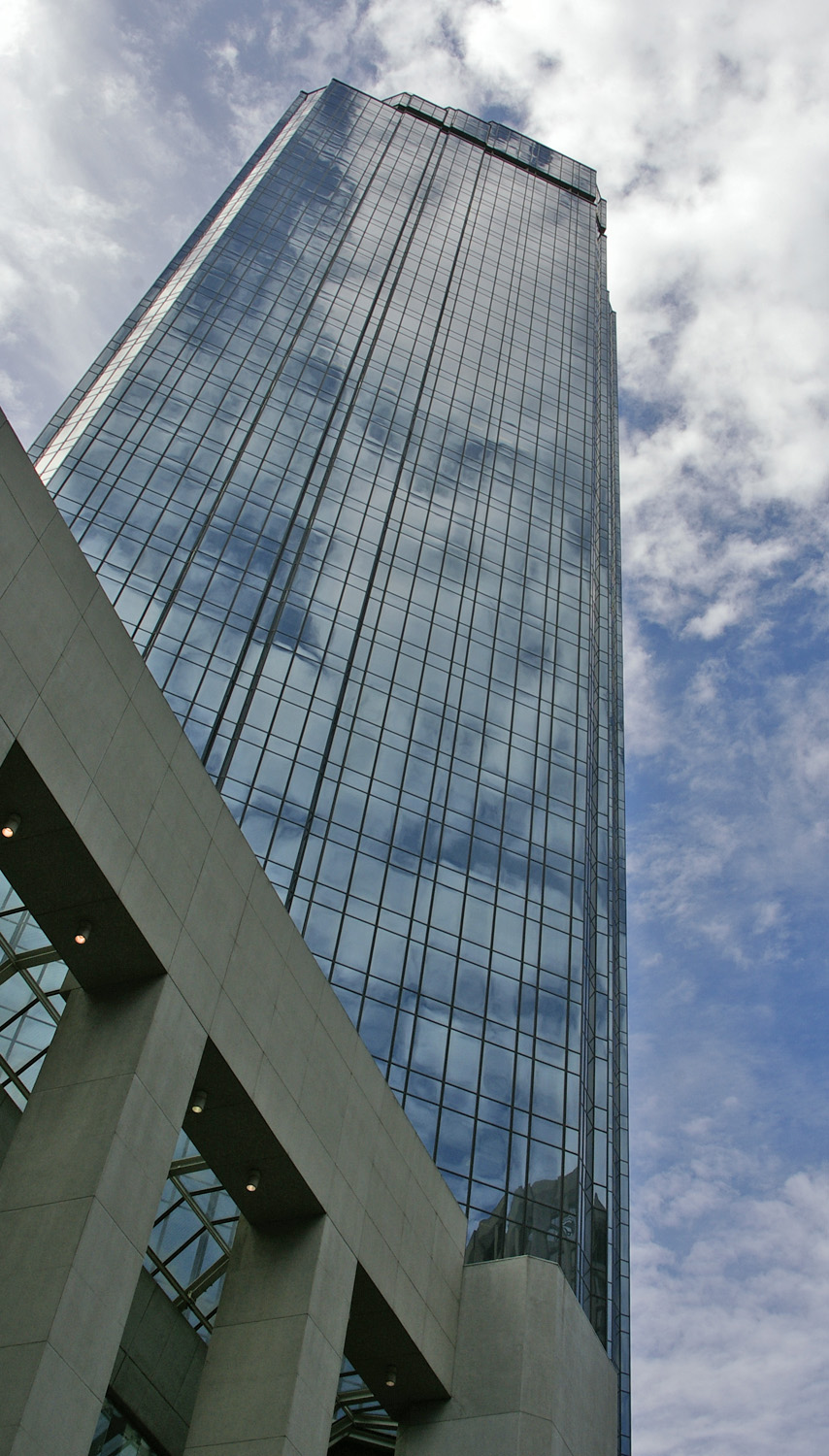
Rialto Towers

### Архитектура нового тысячелетия

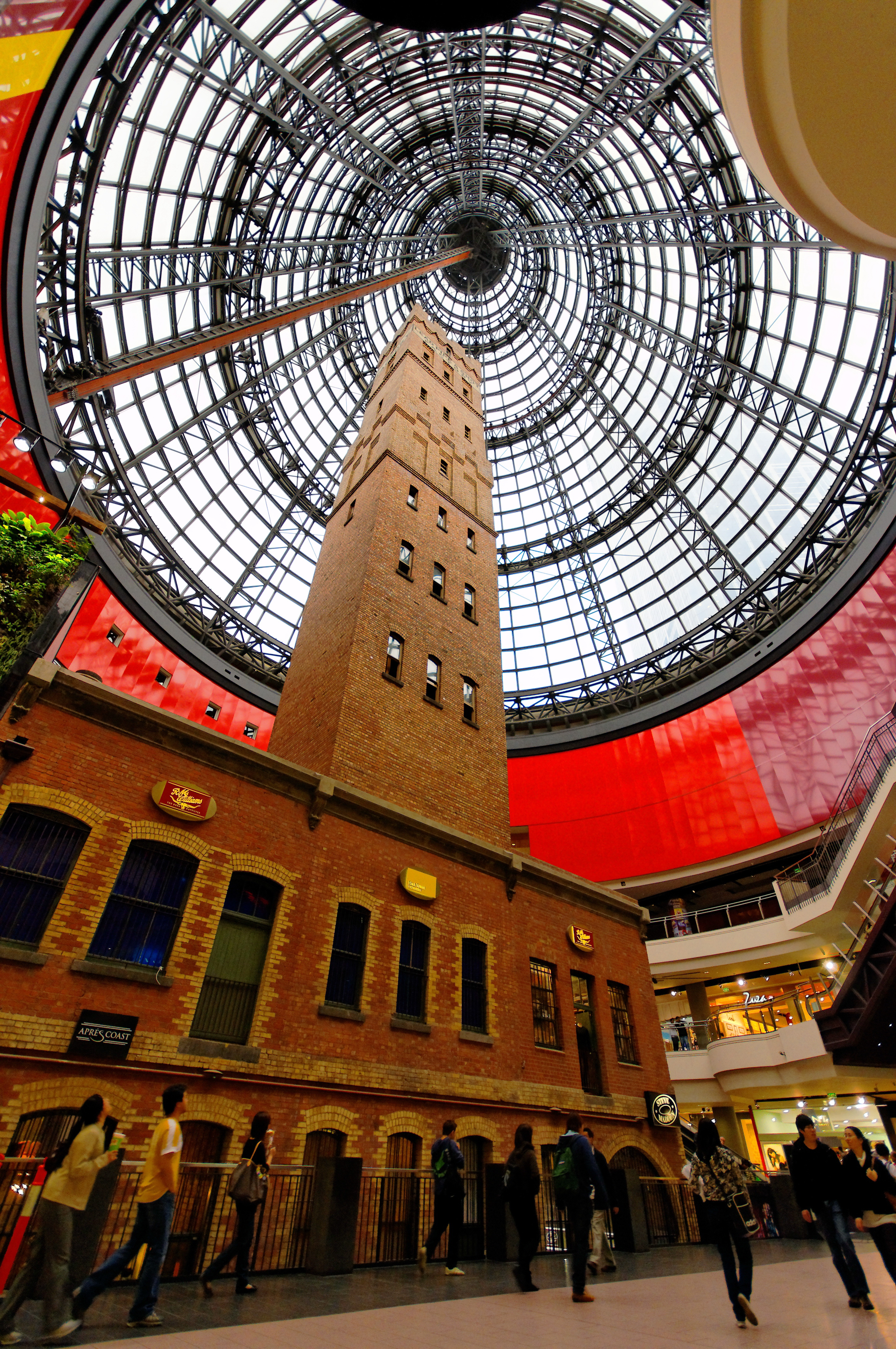
Многофункциональный небоскреб с подземной ж\д станцией и торговым центром, вид изнутри.

Новое тысячелетие ознаменовалось ужесточением контроля за сохранение наследия и строительным бумом в Мельбурне. На фоне финансового и горнодобывающего роста в Австралии между 1969 и 1970 годами, а также основание штаб-квартир многих крупных компаний в городе, привело к созданию крупных, современных офисных зданий. Они возводились за пределами исторического центра, чтобы оставить нетронутым историческое наследие города, и в новых районах, таких как Southbank и Docklands.
2000-е годы ознаменовались продолжением роста небоскребов и высоких зданий. После обновления городского района Melbourne Docklands в 2000 году и строительством башни Эврика — жилого дома, который в настоящее время является самым высоким в Мельбурне и 77-м по высоте в мире. Он возвышается на 92 этажа или 297 метрах. Здание из стекла было построено фирмой Fender Katsalidis Architects.

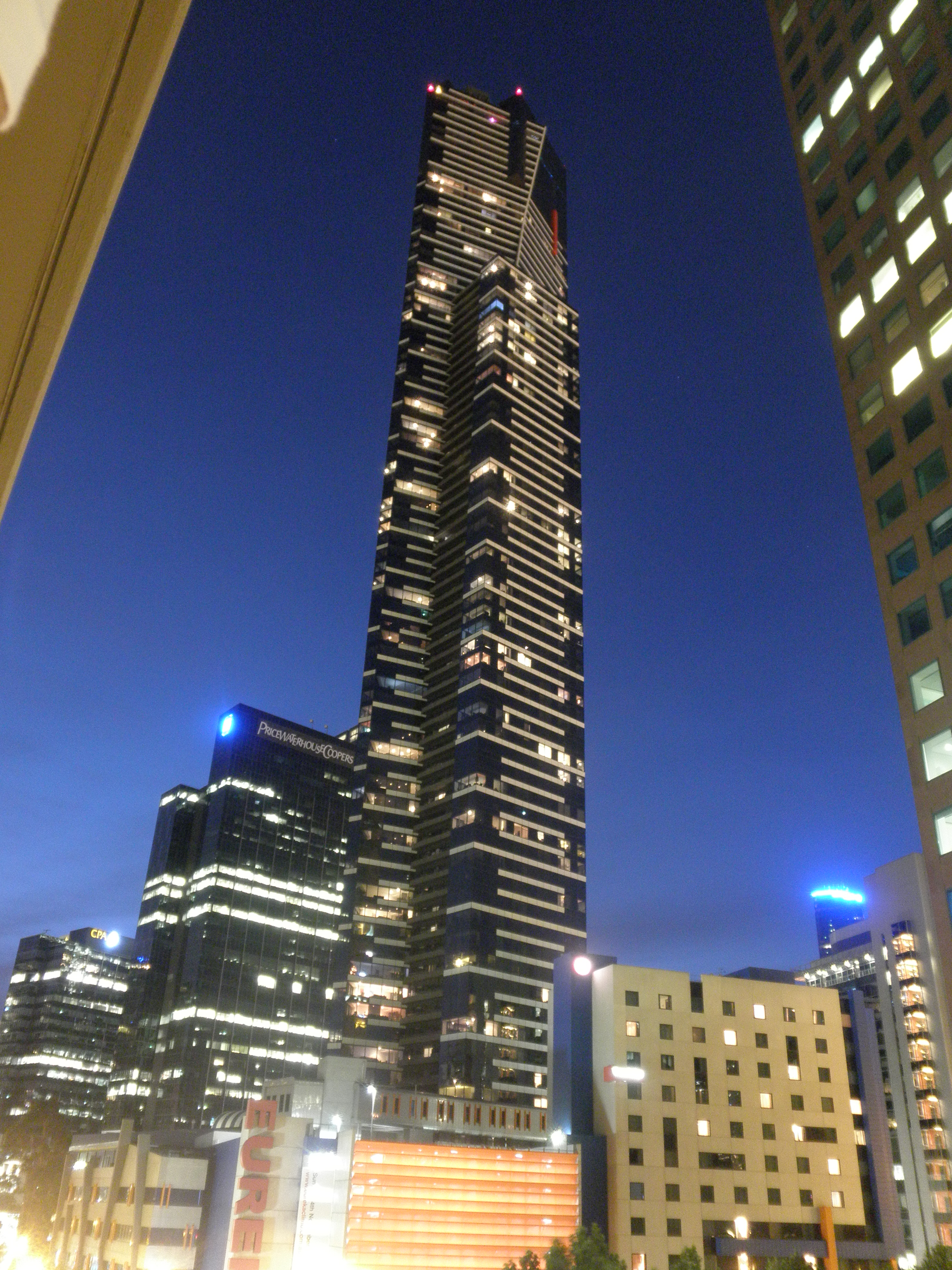
Башня Эврика, самое высокое здание Мельбурна
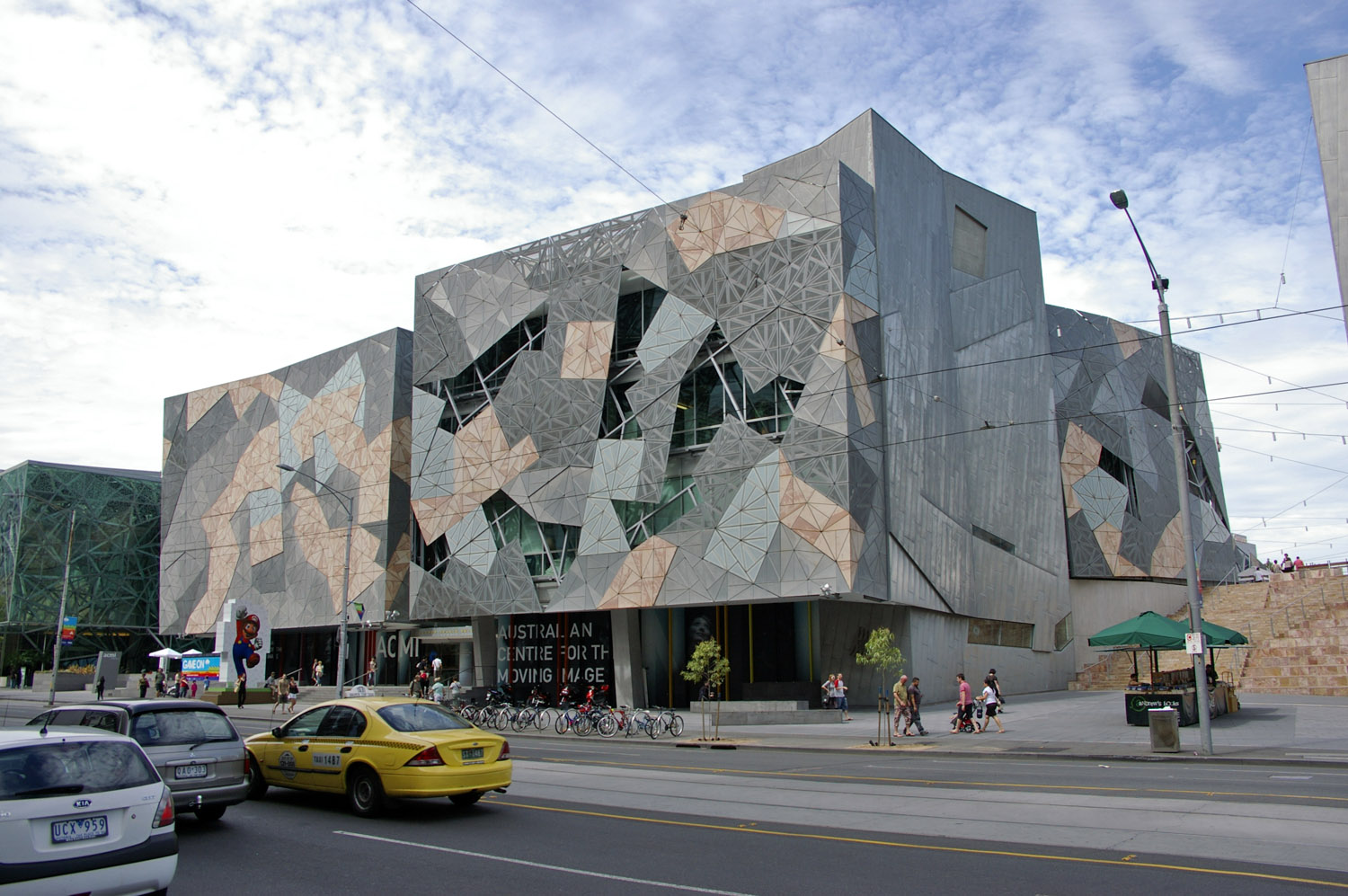
Австралийский музей движущегося изображения
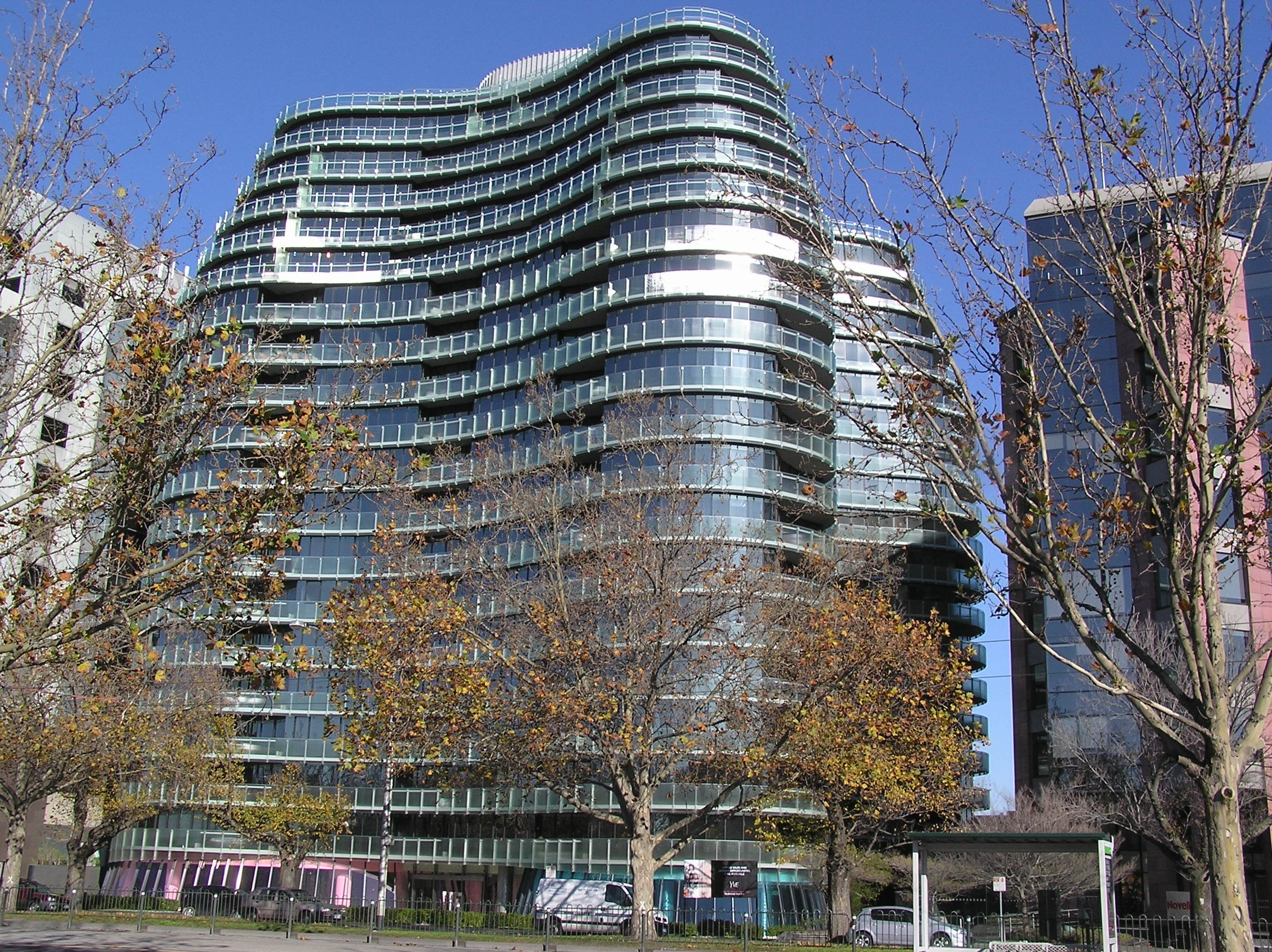
Апартаменты в St Kilda

## Достопримечательности

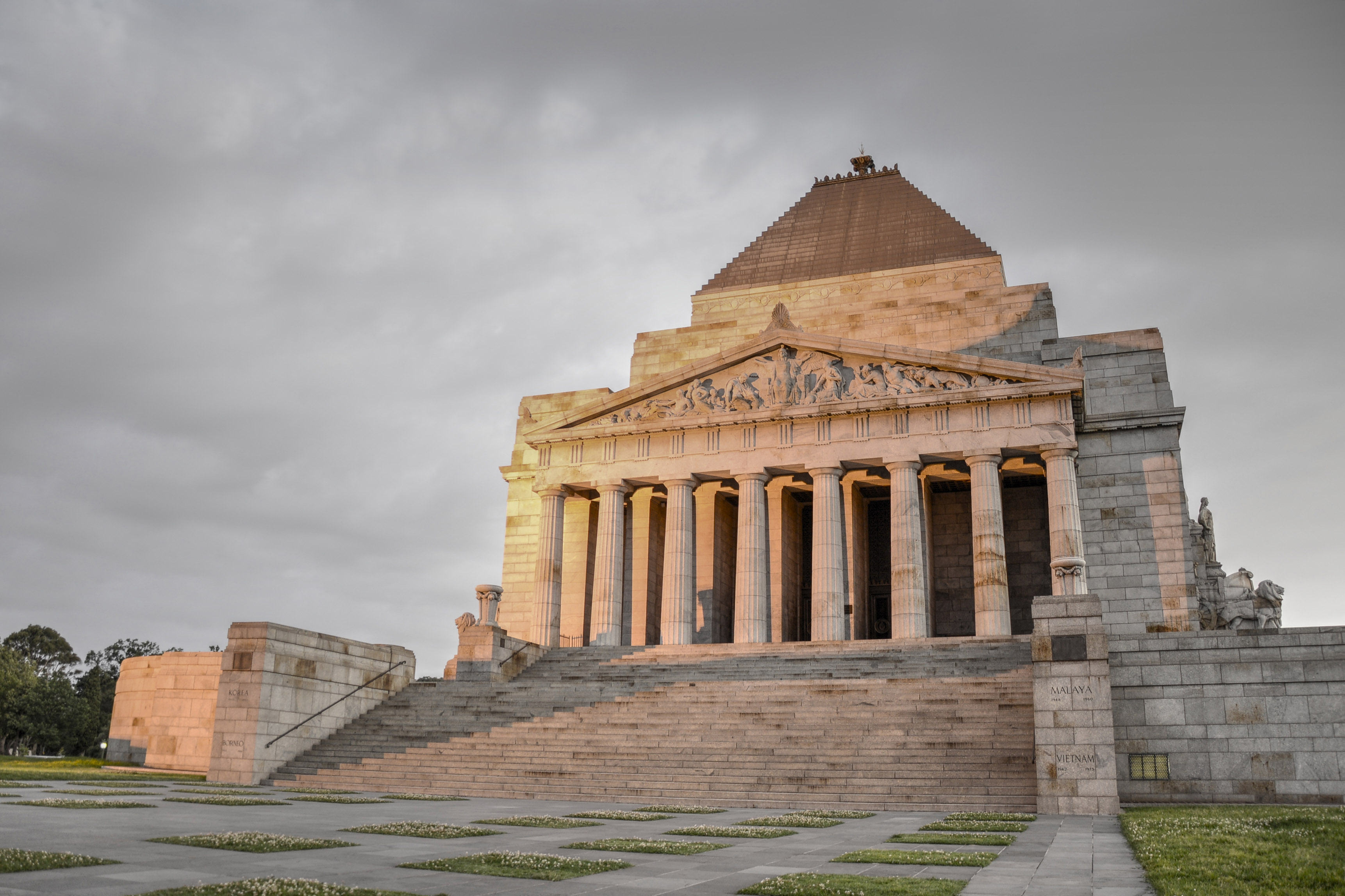
Монумент памяти

Исторический центр Мельбурна усеян памятниками и мемориалами, посвященными различным историческим событиям, представляющим большое значение. Возможно, самым значимым, расположенным в Kings Domain, является Монумент памяти. Он представляет собой памятник в стиле ар-деко, первоначально созданный в честь мужчин и женщин, участвовавших в Первой Мировой войне, но теперь рассматривается как символ памяти всех австралийцев, погибших в вооруженных конфликтах. Главное здание мемориала, спроектированное архитекторами и ветеранами Первой мировой войны Филиппом Хадсоном и Джеймсом Уардропом, создано в классическом стиле, а вдохновляющим примером для него послужил Мавзолей в Галикарнасе и Парфенон в Афинах, Греция. Примером для определяющего элемента, расположенного в верхней части крыши зиккурата мемориала, являлся Памятник Лисикрата. Построенное из гранита, добытого в близлежащем городе, здание когда-то состояло только из главного святилища, которое было окружено галереей. Святилище содержит мраморный камень поминовения, на котором есть надпись, гласящая: «Никто не достоин большей любви». Под святилищем находится склеп, в котором расположена бронзовые статуи двух поколений солдат — отца и сына, а также панели с перечислением каждого подразделения австралийских имперских сил.

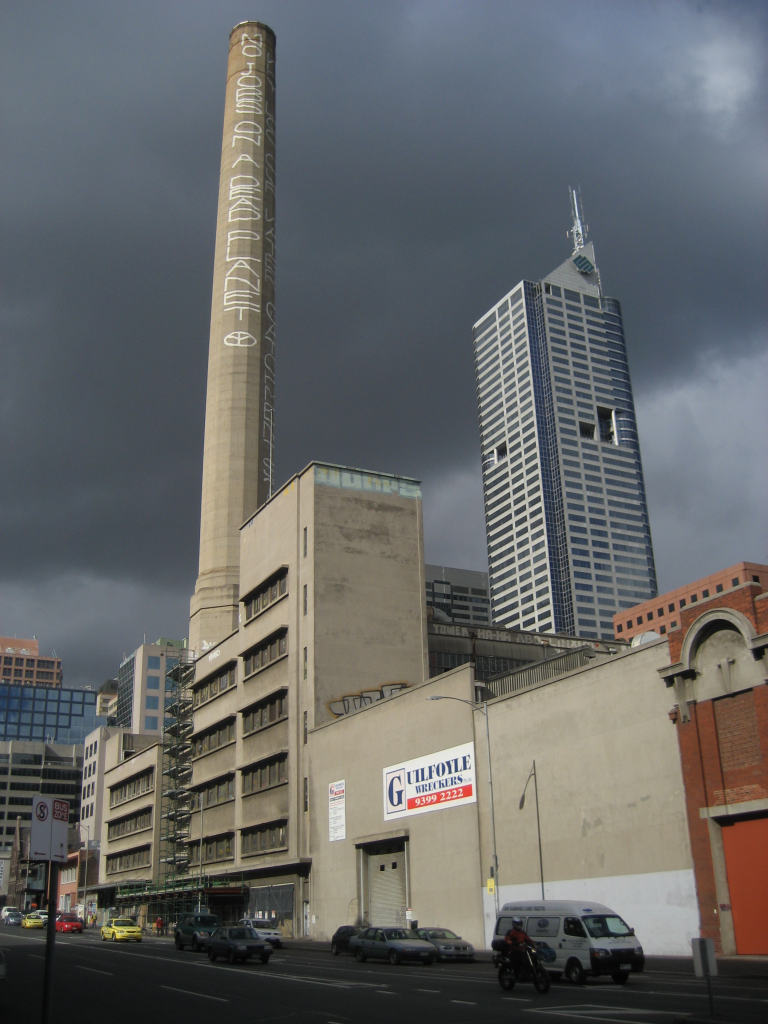
Электростанция на Spencer Street, снесена в 2008

Площадь Федерации, созданная на бетонной платформе выше железнодорожных линий, занимающая площадь 3,2 га (7,9 акров), является многофункциональной постройкой, начала 2000-х гг. Здания на площади были спроектированы в стиле деконструктивизма с современными минималистическими формами. Комплекс зданий образует грубую U-образную форму вокруг главной площади под открытым небом, обращённой на Запад. Восточный конец площади представлен стеклянными стенами Атриума. В то время как для большинства покрытий у Атриума и ул. Paul’s Court использовали различные породы камней, как и для пешеходных дорожек в центре Мельбурна, главная площадь вымощена из 470 000 блоков песчаника цвета охры из Западной Австралии и напоминает природу районов за городом. Мощение спроектировано Полом Картером как огромное городское произведение искусства, называемое Nearamnew, которое мягко возвышается над уровнем улицы и содержит ряд текстовых фрагментов, инкрустированных в его волнистой поверхности. Площадь также содержит большой телевизионный экран, который транслировал ряд национальных обращений, в том числе речь 2007 года премьер-министра Австралии Кевина Радда, принёсшего извинения украденному поколению коренных австралийцев. На площади расположены Австралийский центр движущегося изображения и штаб-квартира SBS.
Несколько других известных сооружений и памятников расположены за пределами центра. Некоторые из них находились в прибрежных районах, таких как St Kilda, и были снесены или уничтожены в результате пожаров. Танцевальный зал Palais de Dance (1913) в St Kilda, построенный американцами Леоном и Германом Филлипсами, сгорел в 1968 году, Princes Court (конец 1800-х годов) — парк развлечений с водными аттракционами, был закрыт в 1909 году, морские ванны St Kilda, с двумя большими банями, были построены в 1860 году и закрыты в 1993 году. Знаменитая электростанция на Спенсер-Стрит в центре города, с большим 370-футовым дымоходом (построенным в 1952 году) и считающимся среди широкой публики «бельмом на глазу», была снесена между 2008 и 2009 годами.

### Ратуши и общественные центры

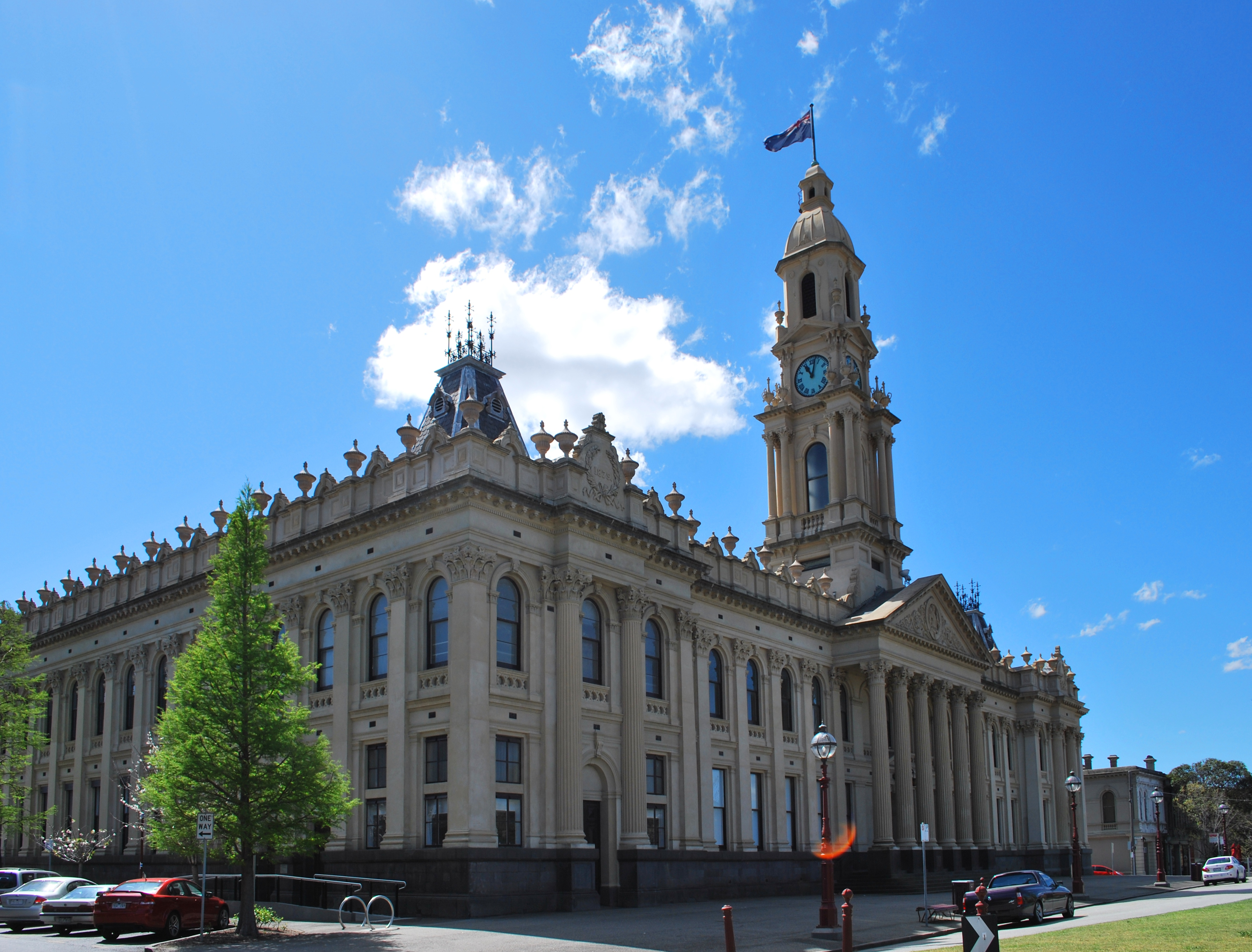
Ратуша в южной части Мельбурна (1879)

Каждый муниципалитет Мельбурна представлен собственным местом заседания местного правительства. Центральное муниципальное здание города Мельбурна расположено на северо-восточном углу улиц Суонстон и Коллинз — это самая старая ратуша в столичном районе Мельбурна, построенная в 1887 году в стиле Второй Империи, знаковым местным архитектором Джозефом Ридом и Барнсом. Здание увенчано башней принца Альфреда, названной в честь герцога. Башню украшают подаренные Совету сыном мэра Валланжем Конделлом часы, диаметром 2,44 м, которые были запущены 31 августа 1874 года. Они были созданы Смитом и сыновьями в Лондоне. Самая длинная из их медных стрелок достигает 1,19 м и весит 8,85 кг. В главном помещении ратуши установлен великолепный концертный орган, ныне состоящий из 147 рядов и 9 568 труб. Орган был первоначально построен Hill, Norman & Beard (Англия) в 1929 году, но недавно расширен и настроен американской компанией Schantz Organ Company.
Ратуша в южной части Мельбурна, которая представляла теперь объединённые районы Южного Мельбурна, порта Мельбурна и St Kilda, является одним из двух старейших городских и общественных центров, построенных в Мельбурне. Её строительство завершилось в 1879 году и предстало в сложном викторианском академическом классическом стиле с французскими чертами Второй Империи, над которой возвышается высокая многоступенчатая башня с часами. Здание внесено в реестр объектов Викторианского наследия.

### Пассажи и переулки

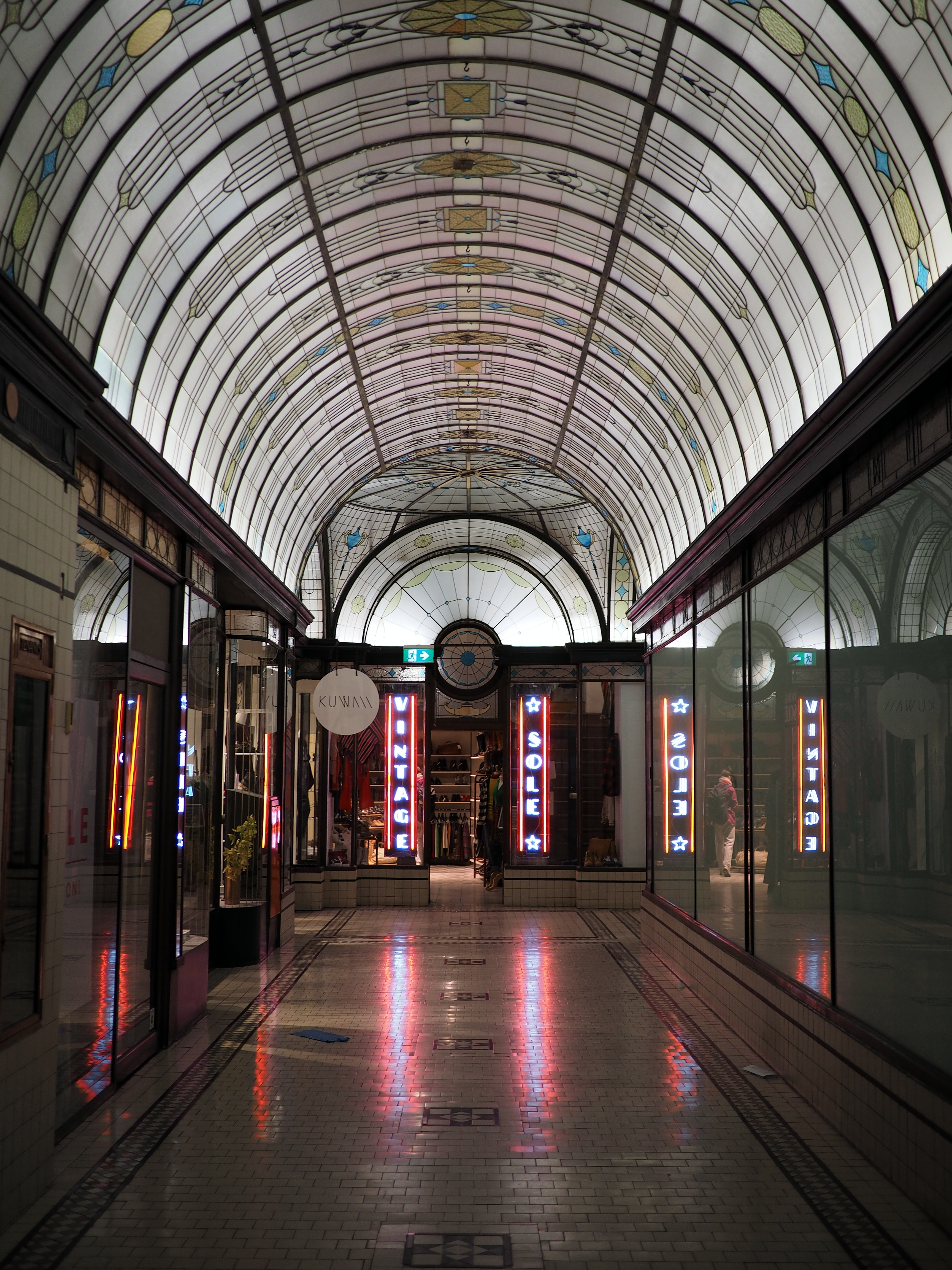
Кафедральный Пассаж, находится на пересечении улиц Суонстон и Флиндерс, под Nicholas Building — небоскрёбом 1920 года.

Многие переулки и пассажи Мельбурна стали всемирно известными. Мало того, что они могут похвастаться национальным и культурным значением в Австралии, но без их многообразия теперь невозможно представить и сам Мельбурн. Обилие переулков в центре Мельбурна отражает градостроительный план Мельбурна — сеть Ходдла, созданный в угоду эксплуатации повозок с лошадьми. В некоторых частях города, особенно в районе Little Lon, они были связаны с трущобами эпохи золотой лихорадки. Известные переулки включают Centre Place и Degraves Street. Многочисленные торговые ряды Мельбурна достигли пика популярности в конце викторианской эпохи и в межвоенные годы. К ним, в частности, относятся Block Place и Royal Arcade. Некоторые известные пассажи были разрушены, как Coles Book arcade и Queens Walk arcade. Кафедральный Пассаж, в Nicholas Building (1927), был построен в стиле ар-деко и отражал архитектуру Мельбурна 1920-х годов со стеклянными сводами, витражами, арками и витринами с деревянными панелями, украшенными разнообразными деталями.
С 1990-х годов переулки Мельбурна, особенно пешеходные, становятся объектами джентрификации. Чиновники признали их ценность в области исторического и культурного наследия, которое привлекают интерес страны и всего мира. Некоторые из переулков стали ещё более заметными, после украшения известными художниками и превратились в достопримечательности городского искусства.

### Мосты

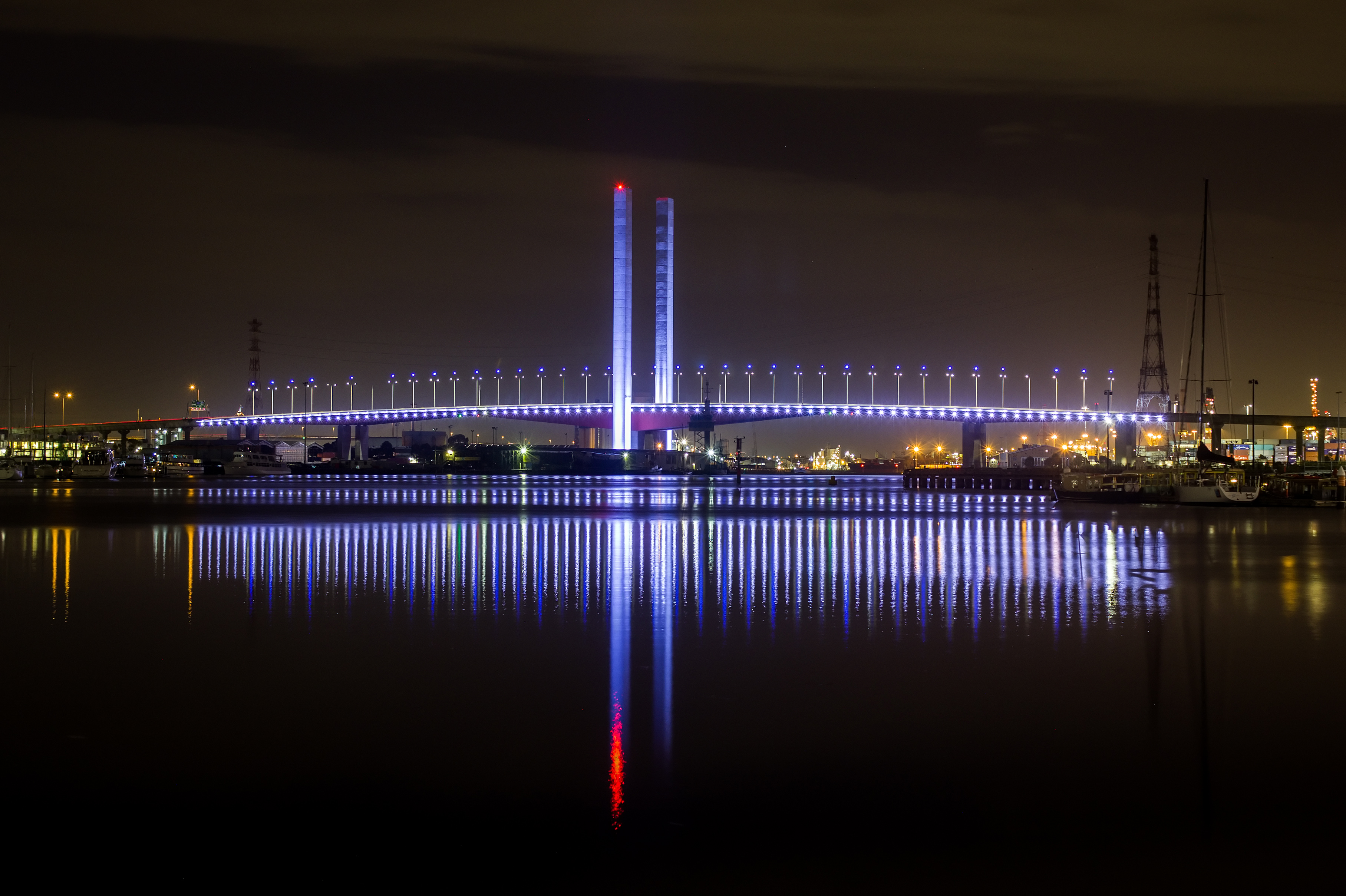
Bolte Bridge (1999)

Расположение Мельбурна, охватывающее реку Ярра и её побережье, требовало нескольких водных переходов. Bolte Bridge, самый длинный мост Австралии, является большим двойным консольным мостом, который пересекает Ярру и гавань Виктории в доках, к западу от центра Мельбурна. Bolte Bridge был спроектирован архитектором Denton Corker Marshall с 1996 по 1999 год, а его строительство оценивалось в 75 миллионов долларов. Мост имеет две 140-метровые серебряные (серые бетонные) башни, расположенные по обе стороны проезжей части в середине пролёта моста. Эти две башни являются эстетическим дополнением архитекторов и не соединены с основным корпусом моста. Несколько других пешеходных мостов, которые пересекают реку Ярра, соединяя район Southbank с центром Мельбурна, были построены между 19-м веком и 1990-ми годами. Наиболее заметной ранней многофункциональной переправой через Ярру является Princes Bridge, построенной в 1888 году. Более поздним примером является мост Эвана Уокера, построенный в 1992 году.
Queens Bridge, один из старейших оставшихся мостов в городе, был построен в 1889 году, отличался пятью коваными пластинчатыми балочными пролетами, и оказался внесенным в реестр Викторианского наследия. Мост был построен подрядчиком Дэвидом Мунро и заменил деревянный пешеходный мост, построенный в 1860 году. Morell Bridge, построенный в 1899 году, примечателен как первый мост в Виктории, который был построен с использованием железобетона. На трех арочных пролетах моста расположены сложные украшения, включающие изображения дракона и декорированные фонари в викторианском стиле. Водостоки моста вымощены голубым камнем, с полосой битума посередине. Мост внесен в реестр Викторианского наследия.

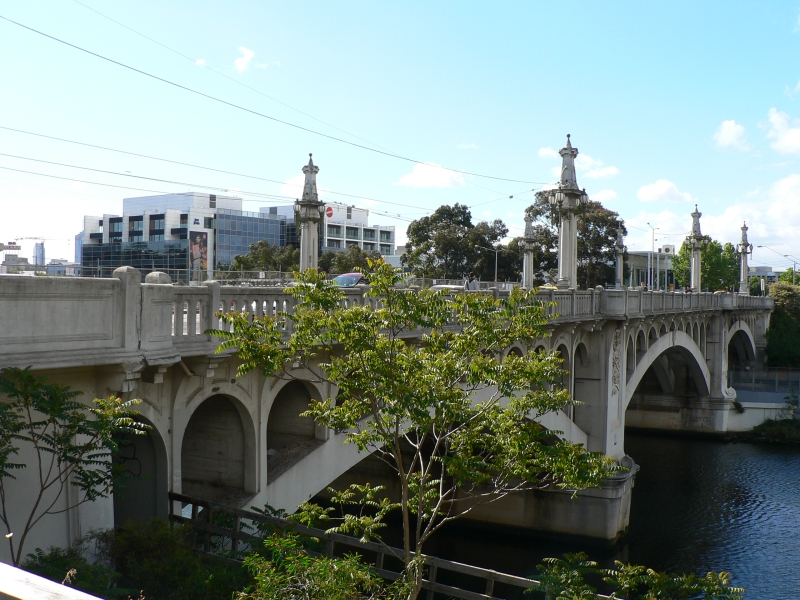
Church Street Bridge
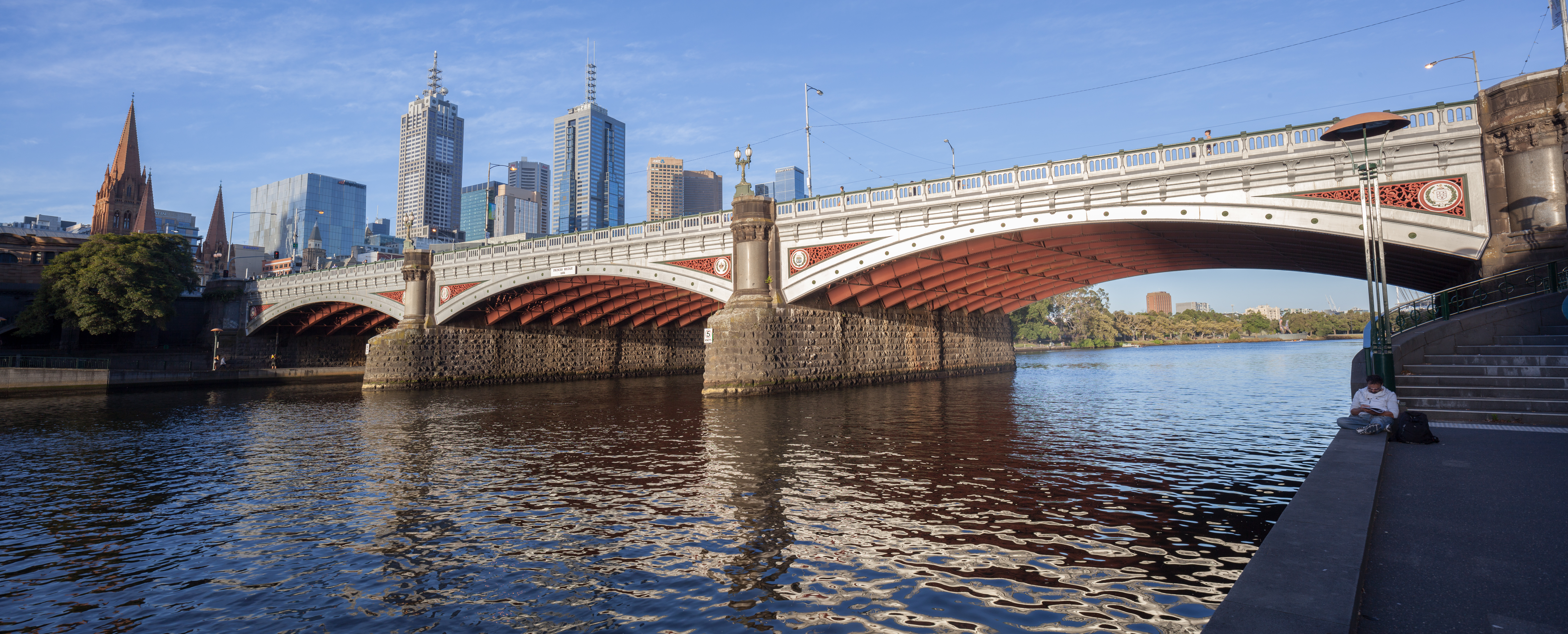
Princes Bridge
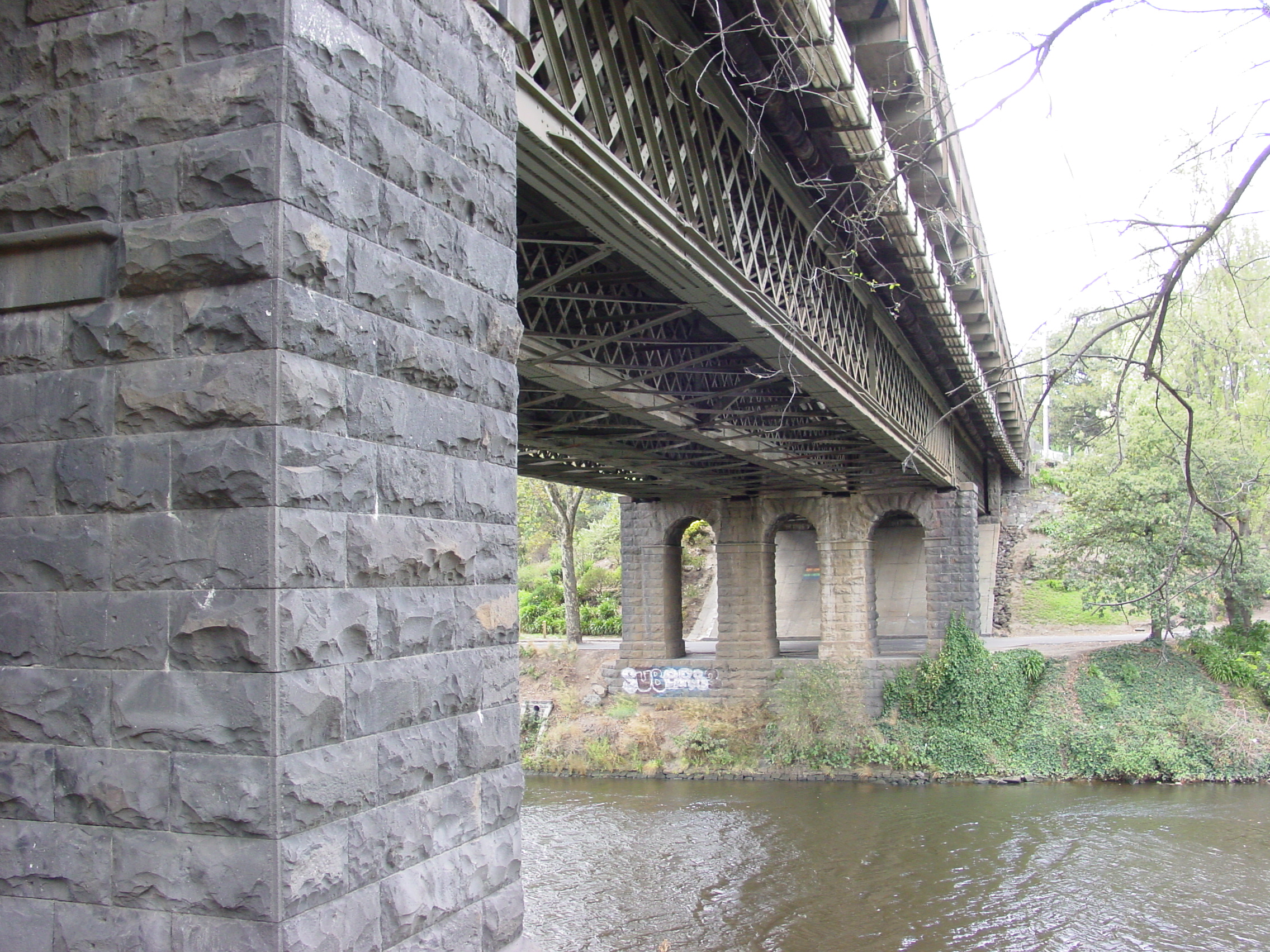
Hawthorn Bridge

## Жилищная архитектура

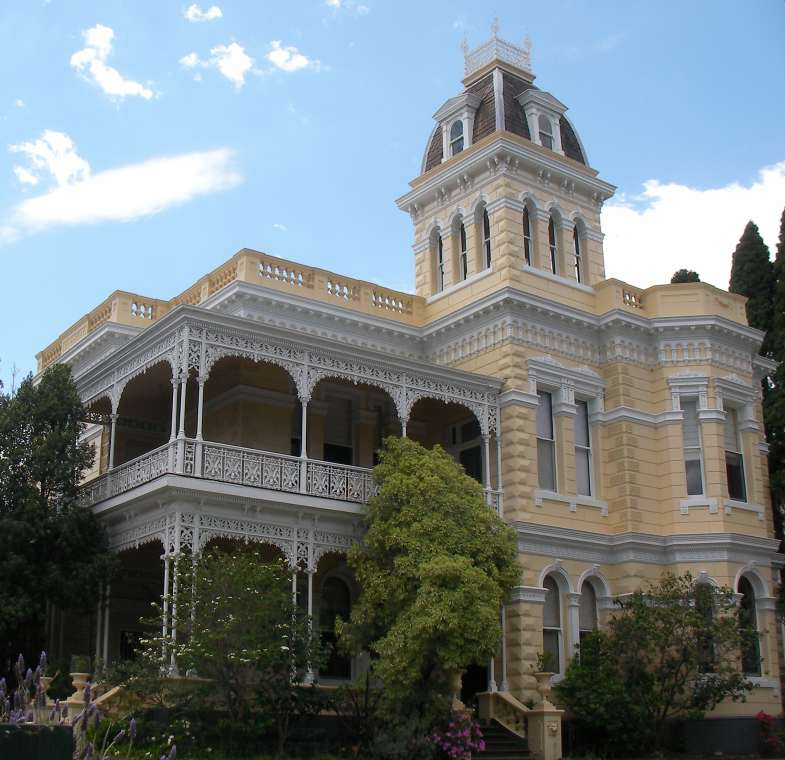
Особняк в пригороде Мельбурна South Yarra

Как и многие другие австралийские столицы, жилая архитектура районов Мельбурна определялась обширной историей города. Её стиль варьируется от сложных викторианских владений до более современных послевоенных домов. Чтобы противостоять тенденции роста пригородного жилья с низкой плотностью населения, правительство поручило разработать сеть спорных проектов государственного жилищного строительства во внутреннем городе жилищной комиссии Виктории, что привело к разрушению многих районов и массовому возведению высотных башен.
Дорогие и богатые районы, такие как Toorak, процветали в эпоху золотой лихорадки Мельбурна и сохранили остатки благополучного прошлого, как и South Yarra, Malvern и другие восточные районы. Там в изобилии представлены постройки в стиле Тюдоров, викторианской и георгианской архитектуры. Для менее богатых районов, такие как Camberwell и Caulfield, характерной жилой постройкой является бунгало. Американские архитекторы, такие как Фрэнк Ллойд Райт и Луис Генри Салливан, также оказали влияние на стиль жилой архитектуры Мельбурна.

## Галерея

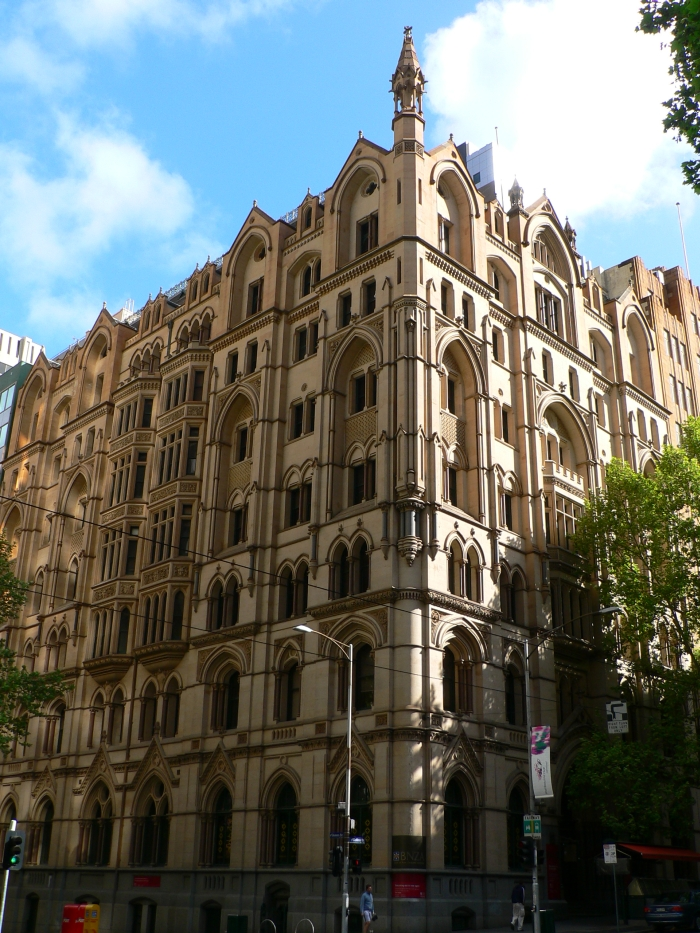
A.C Goode House (1891)
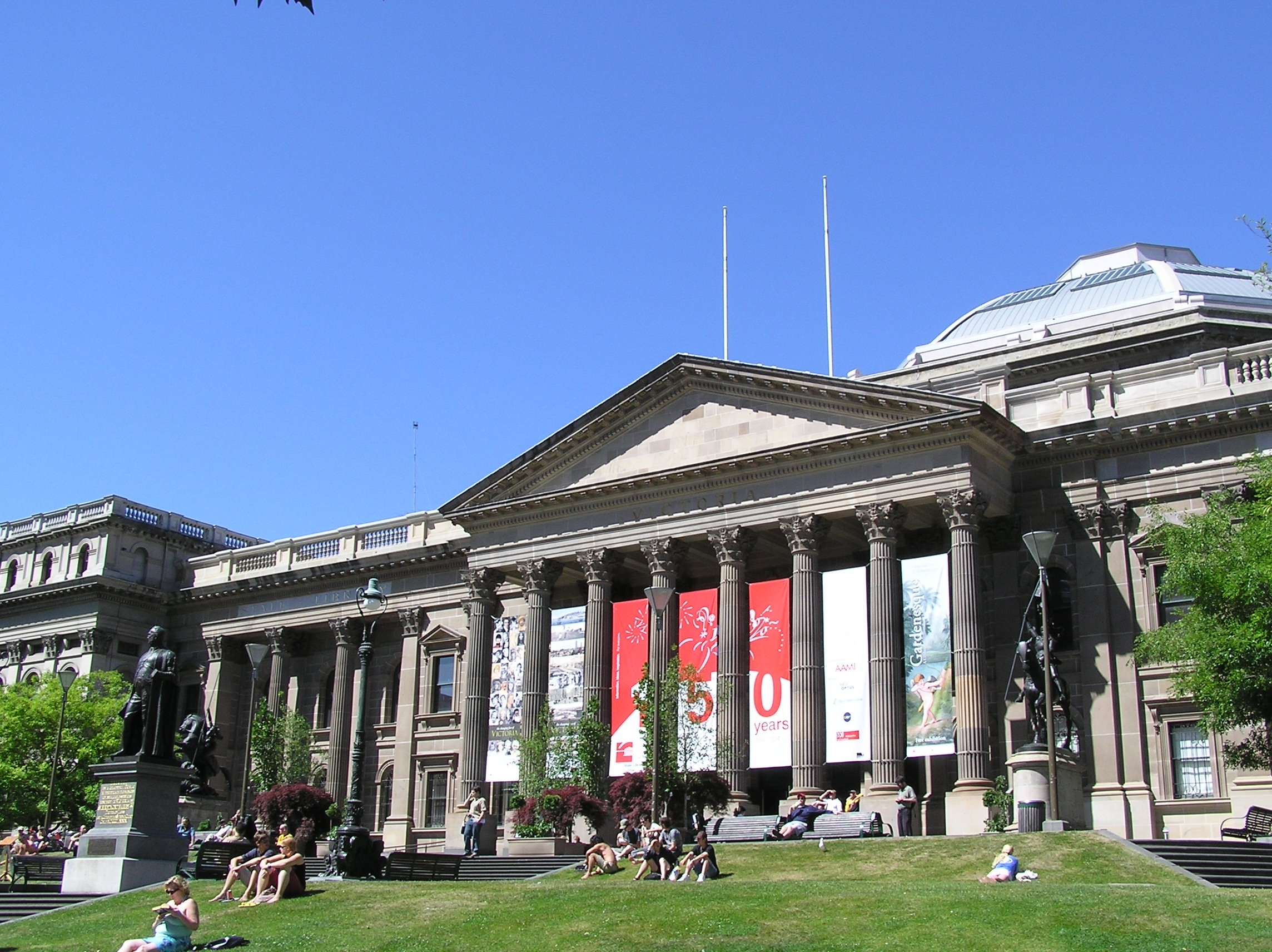
State Library of Victoria
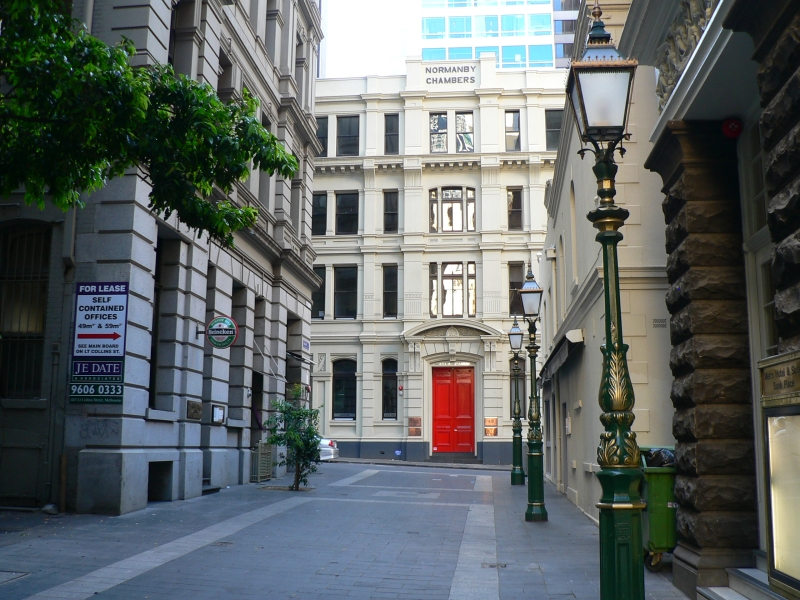
Bank Place
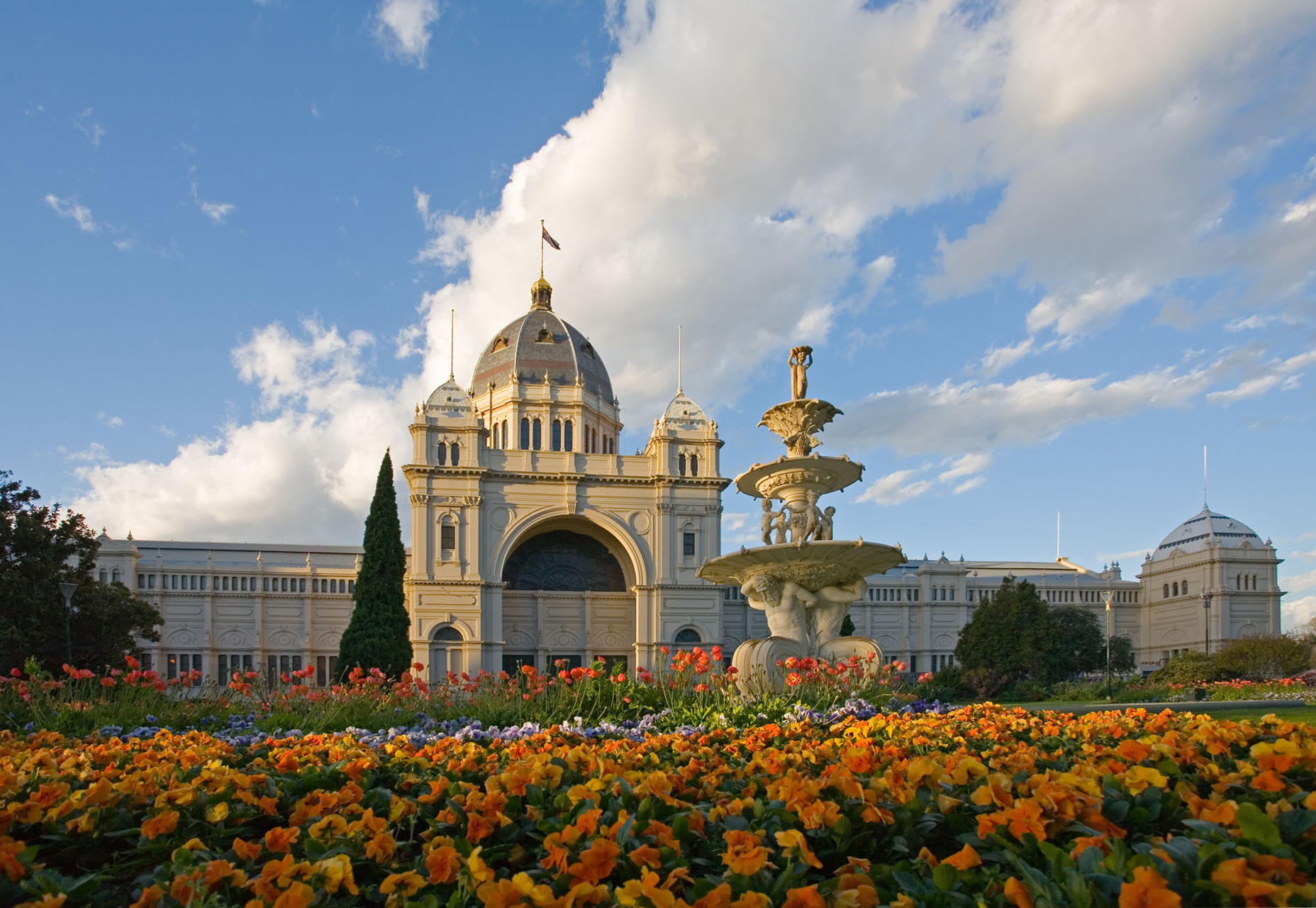
The Royal Exhibition Building
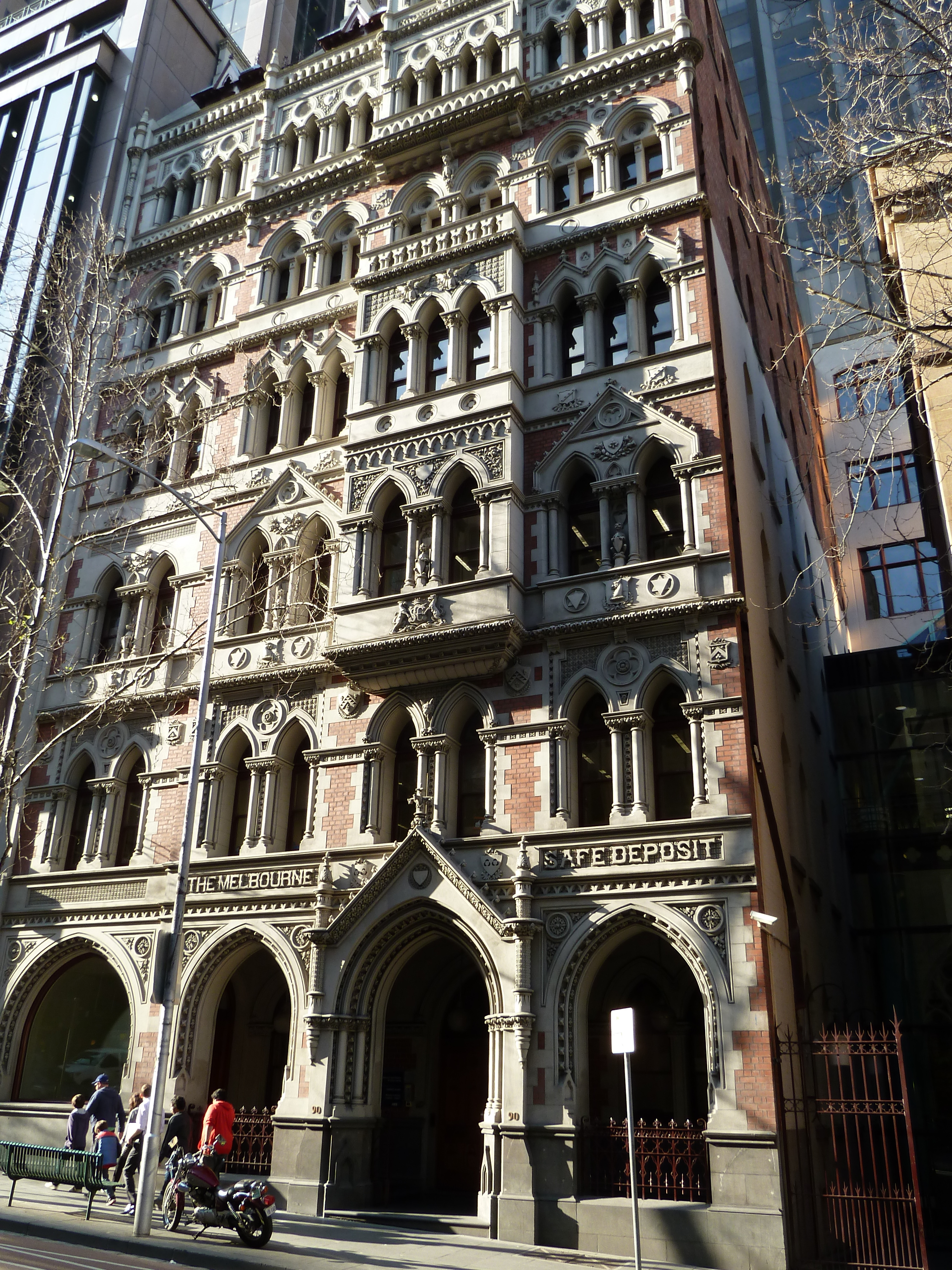
Safe Deposit Building
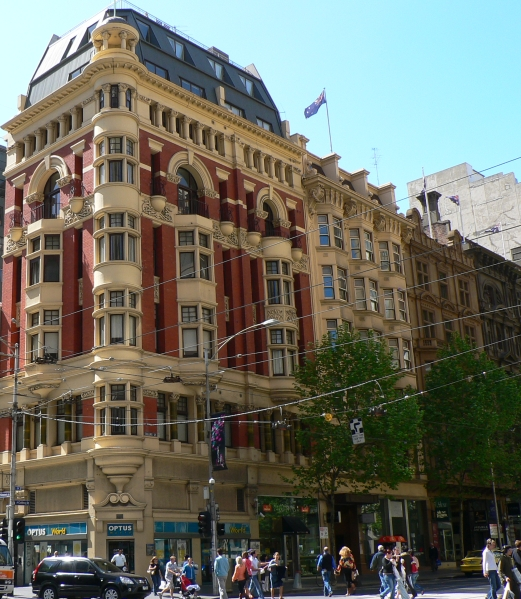
Alstons Building
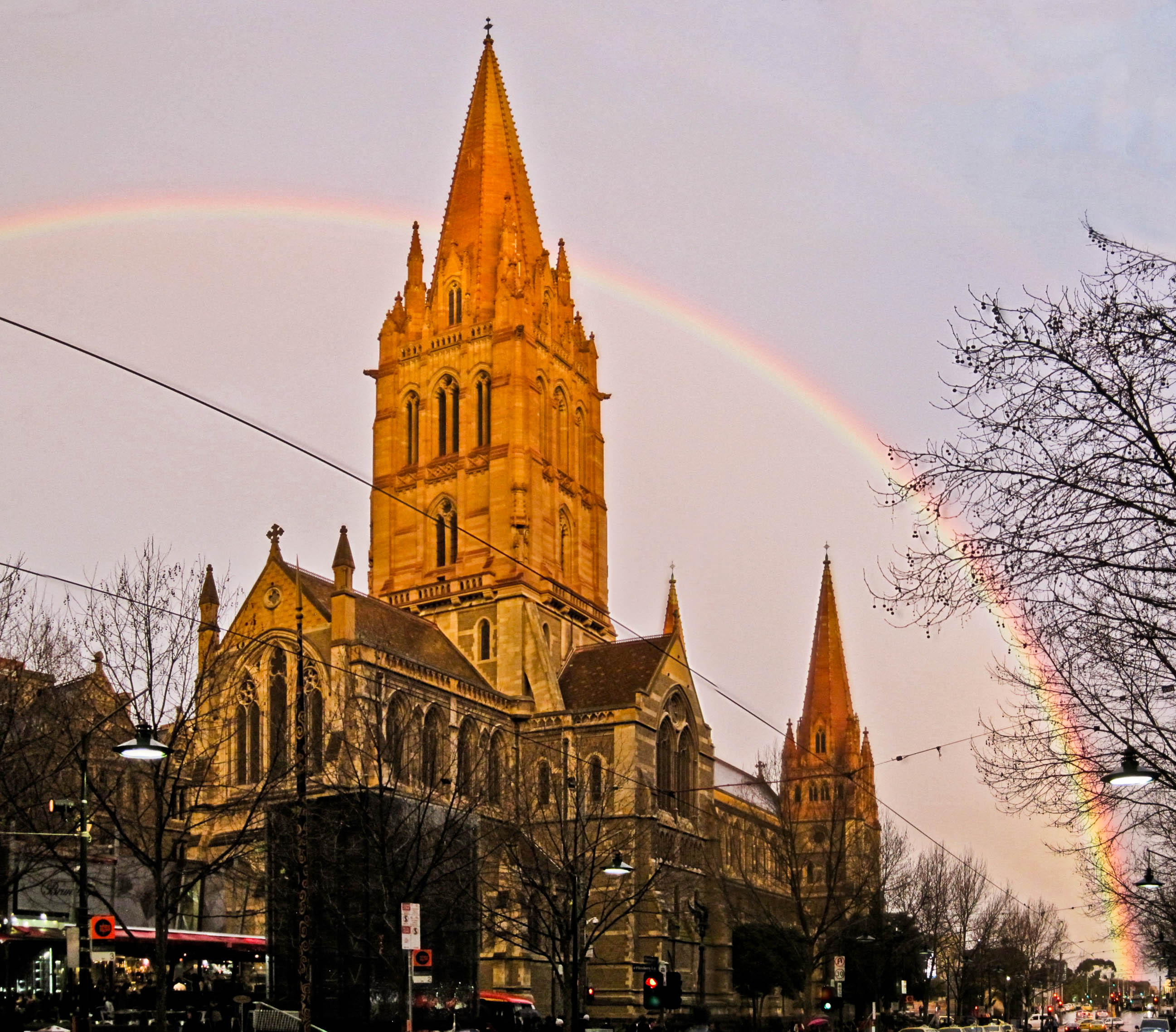
St Paul's Cathedral
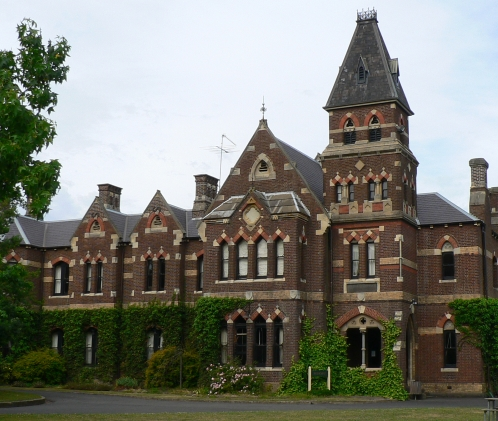
Trinity College
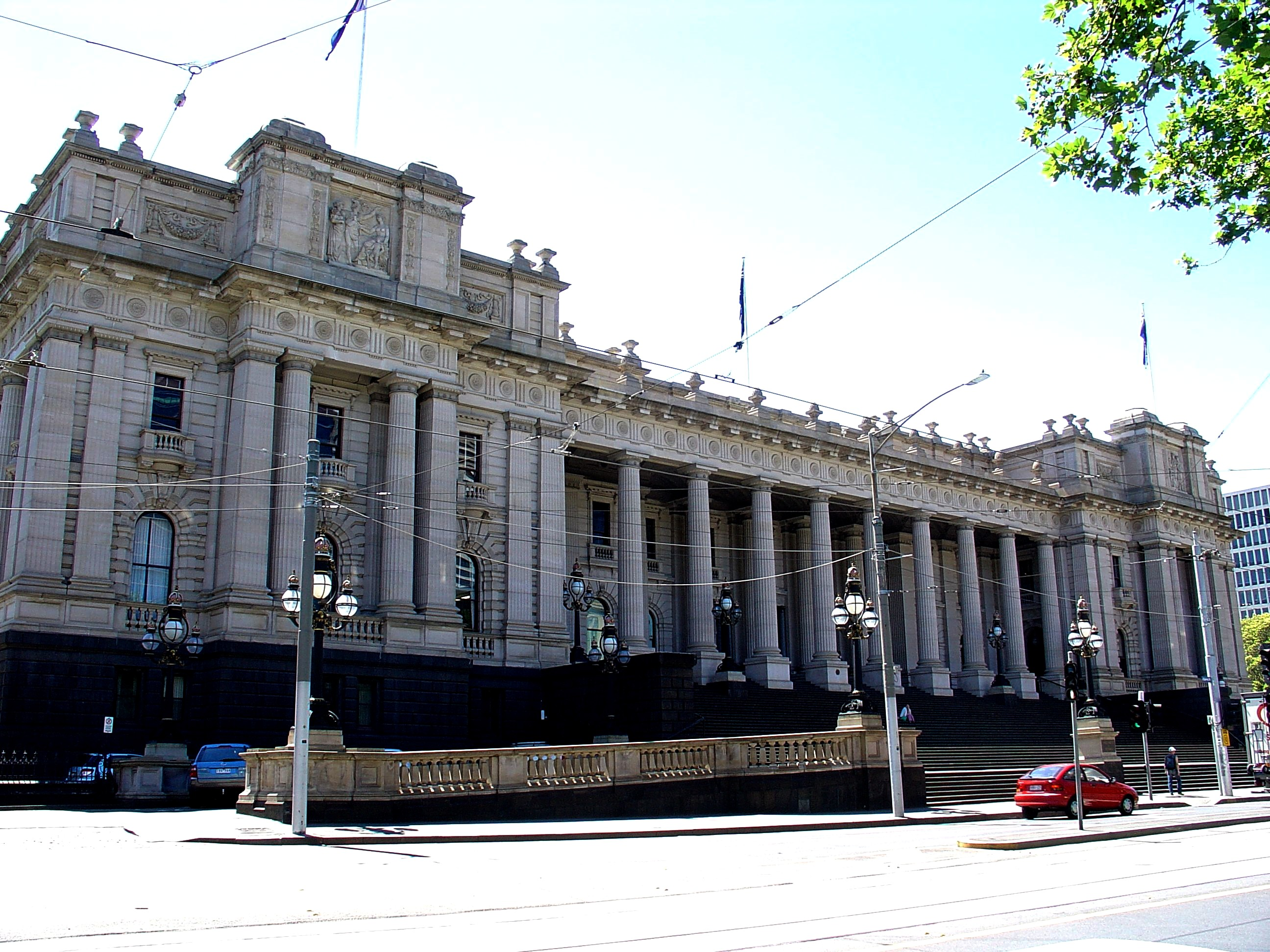
Здание Парламента (Parliament House Melbourne)
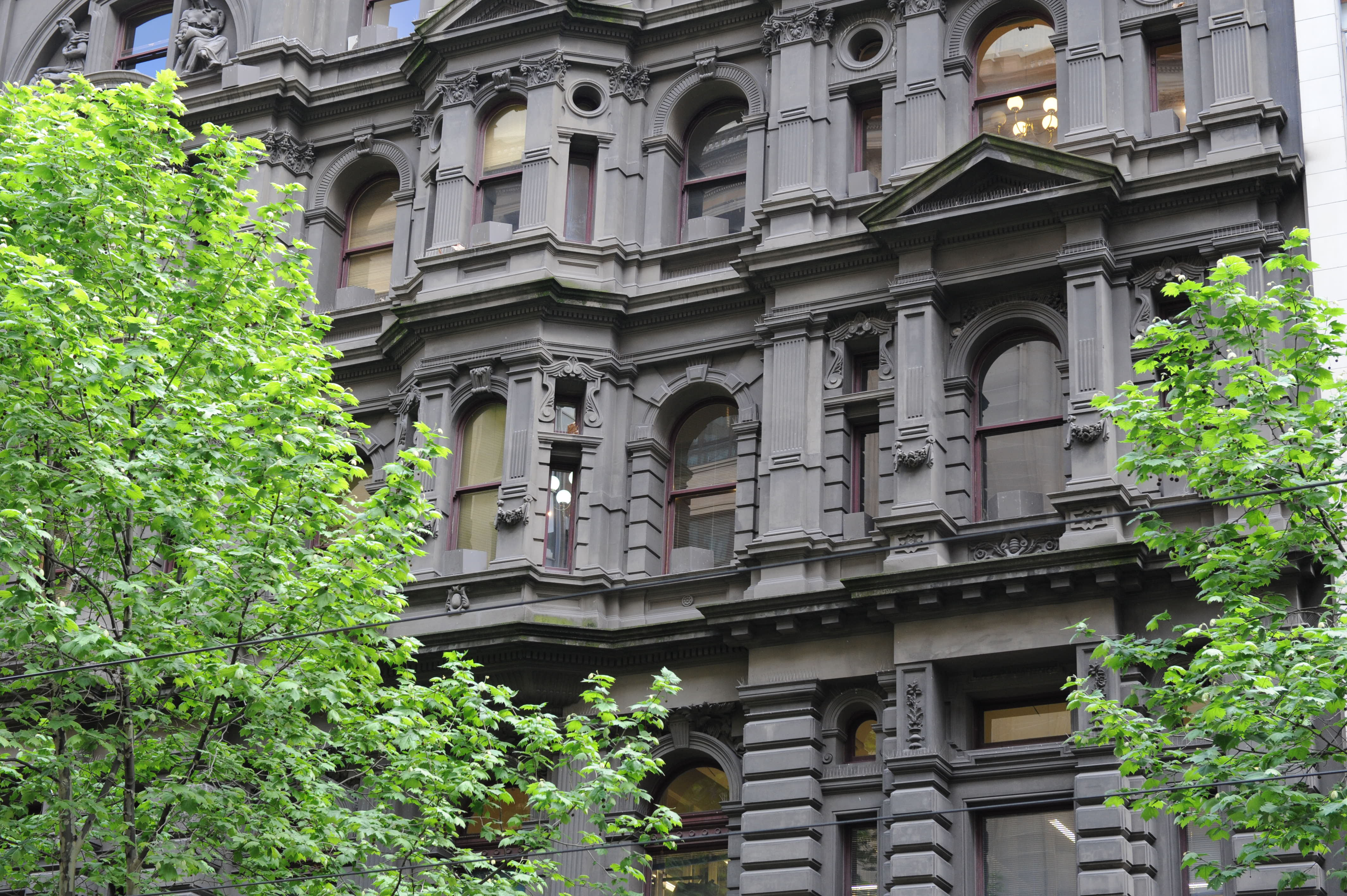
Block Arcade (1892)
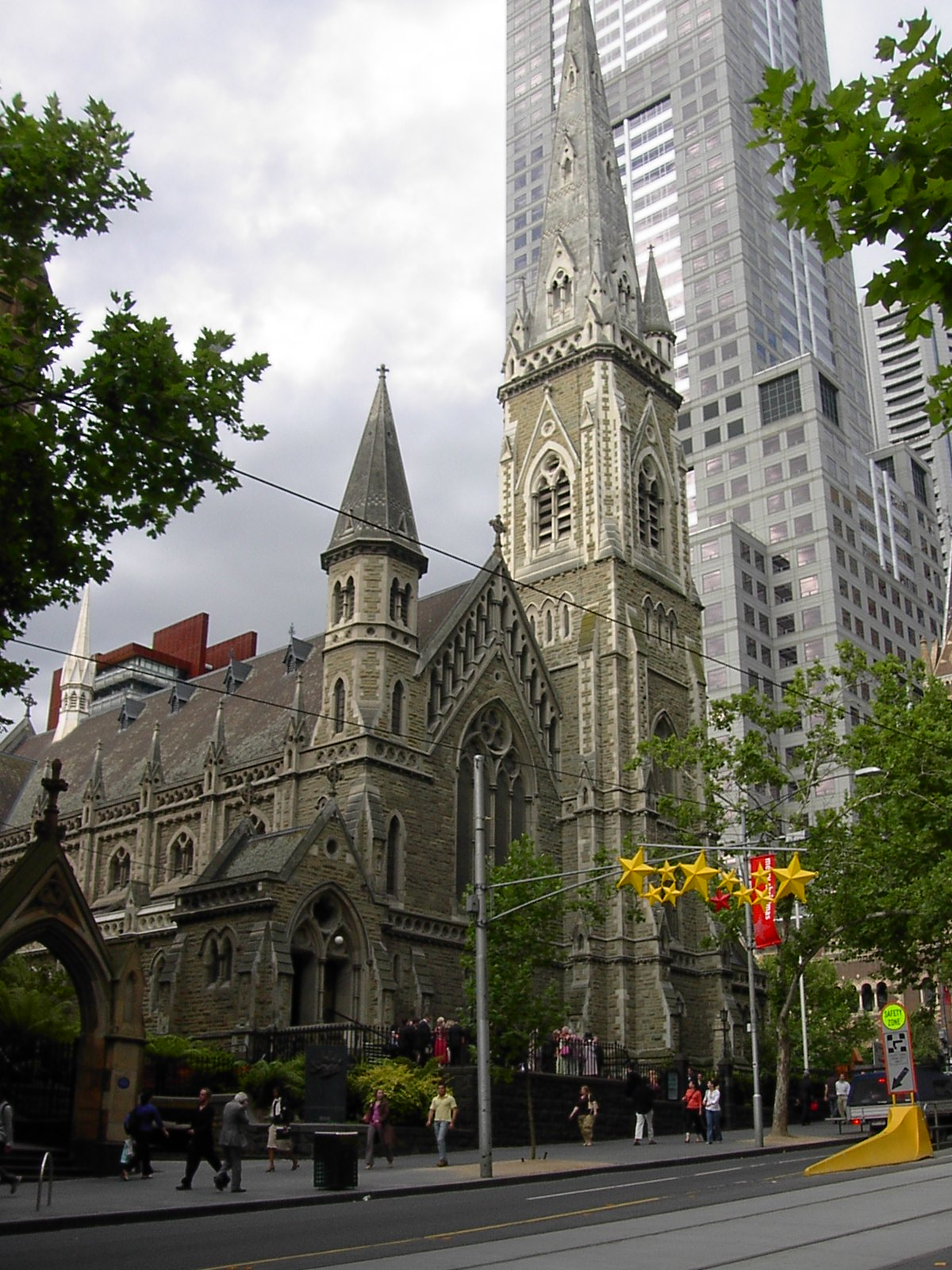
Scots Church
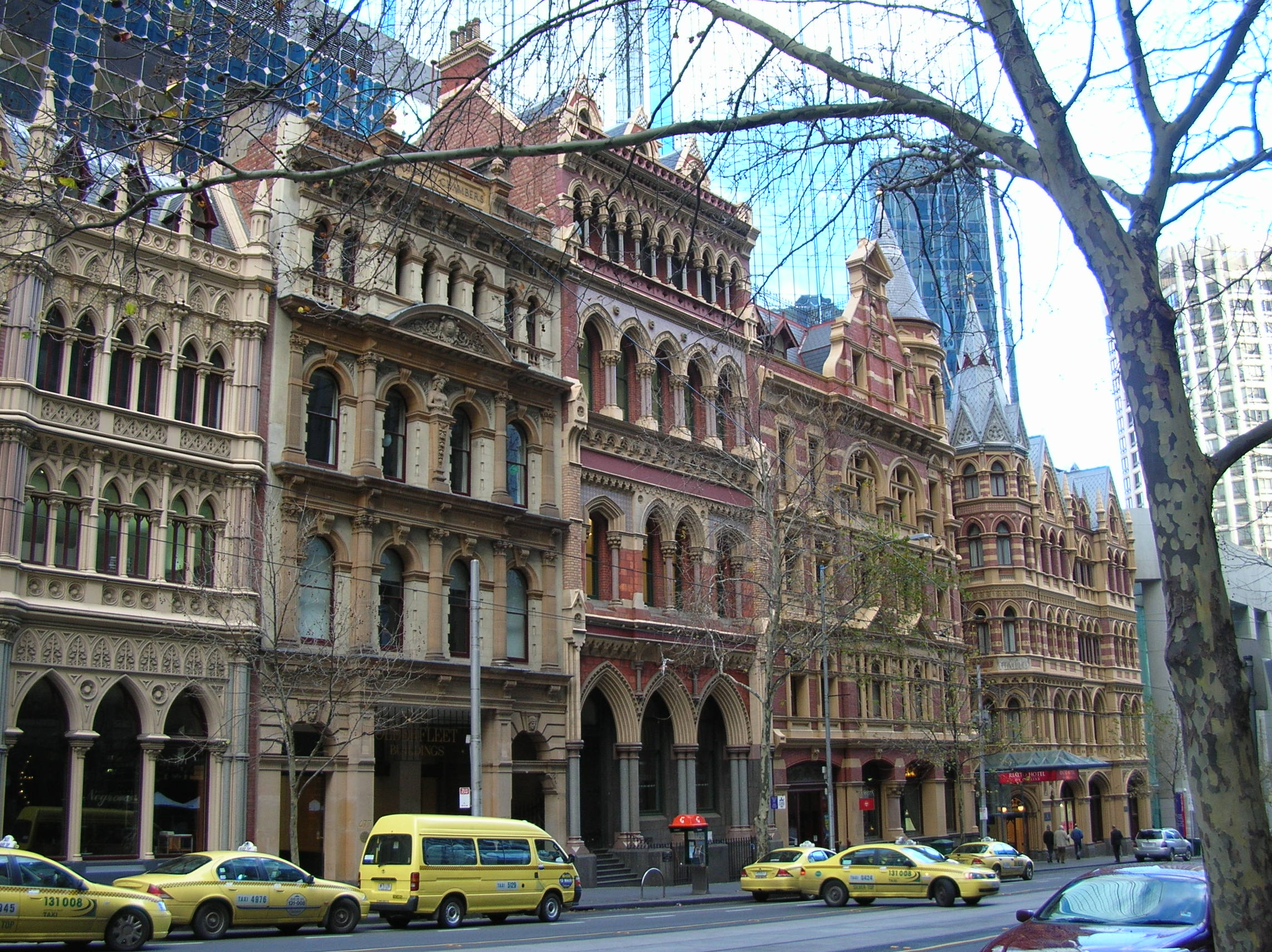
Gothic and Victorian buildings on Collins Street
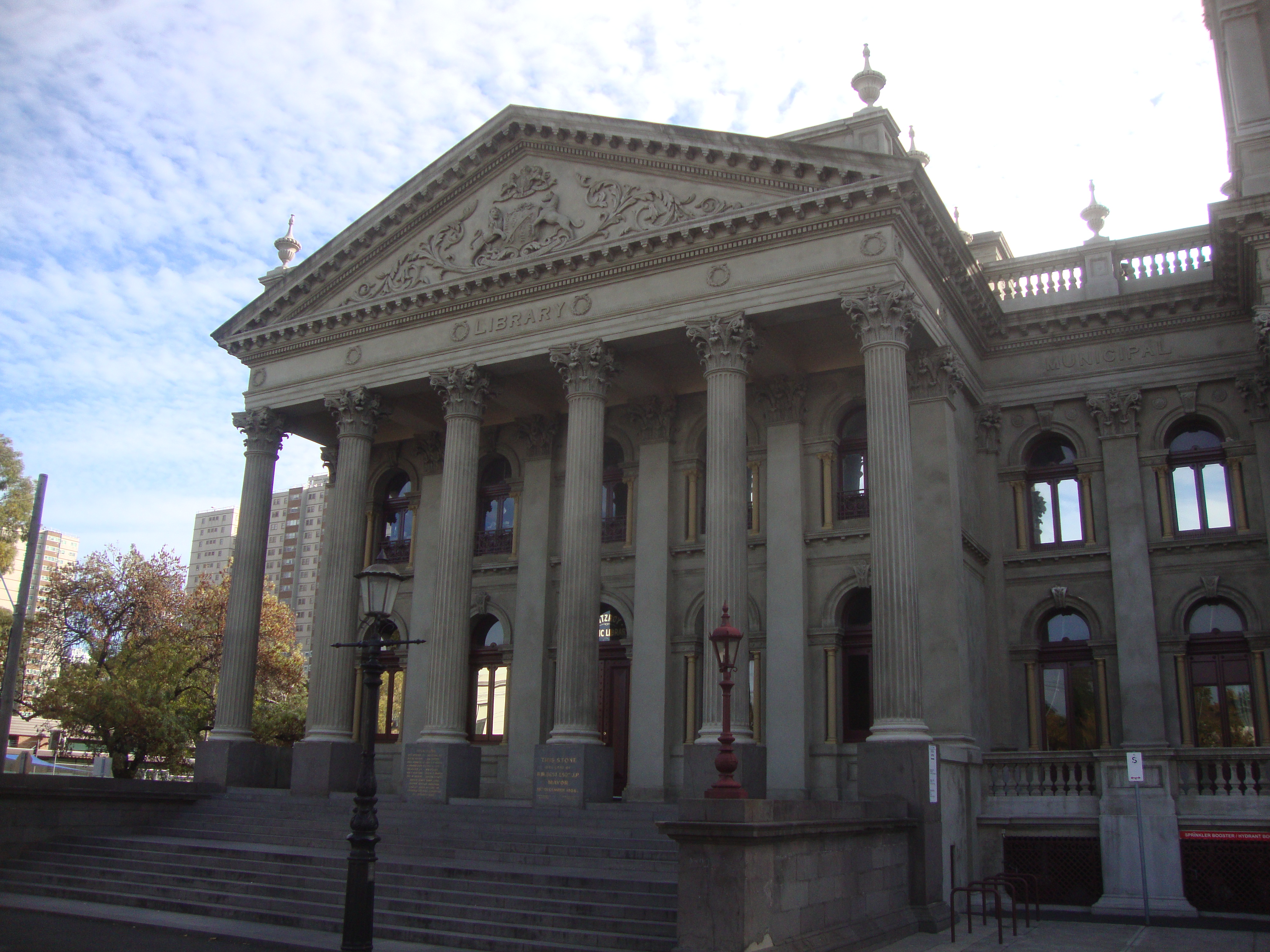
Fitzroy Town Hall
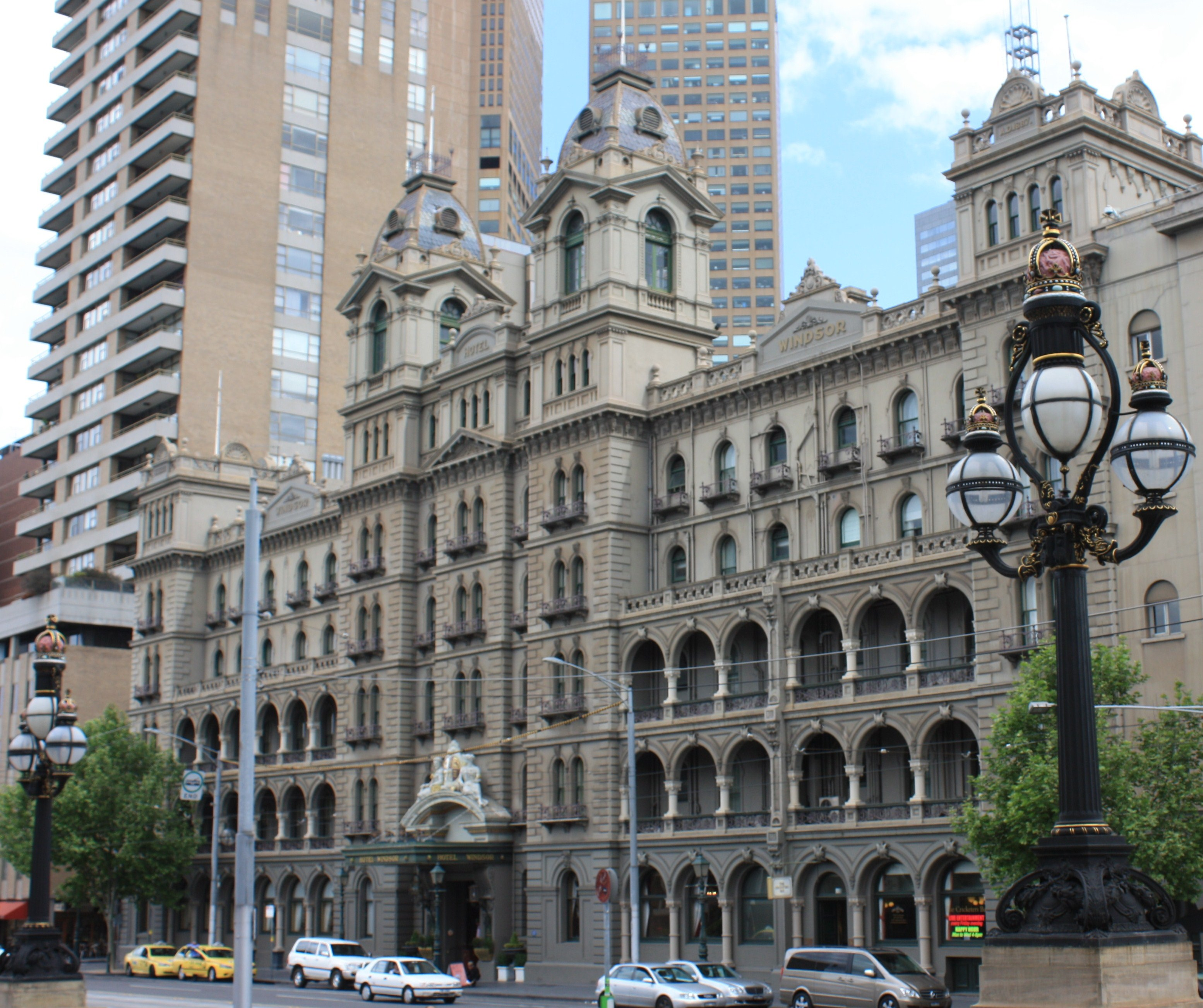
Windsor Hotel
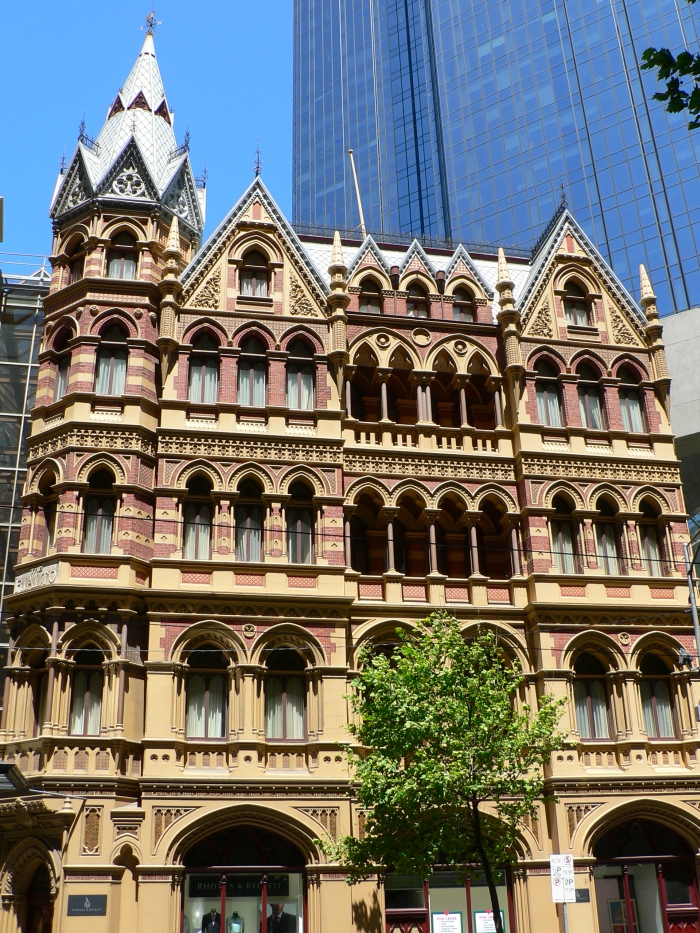
Old Rialto Buildings
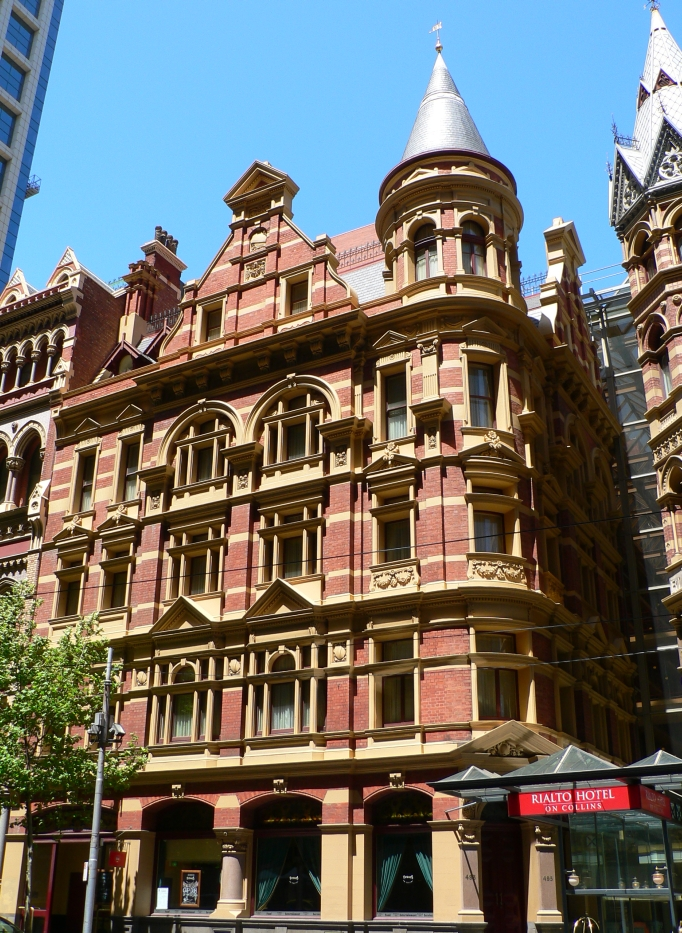
Winfield Building
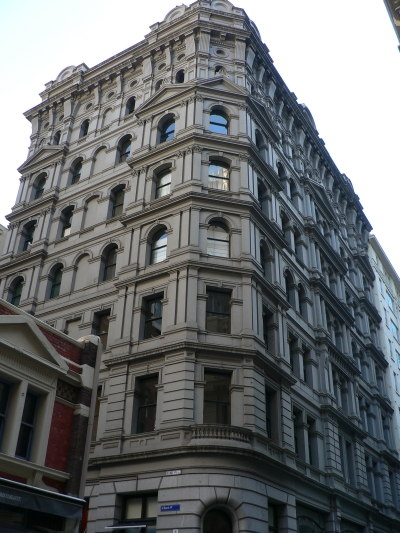
Stalbridge Chambers (1889), один из двух оставшихся исторических небоскрёбов Мельбурна
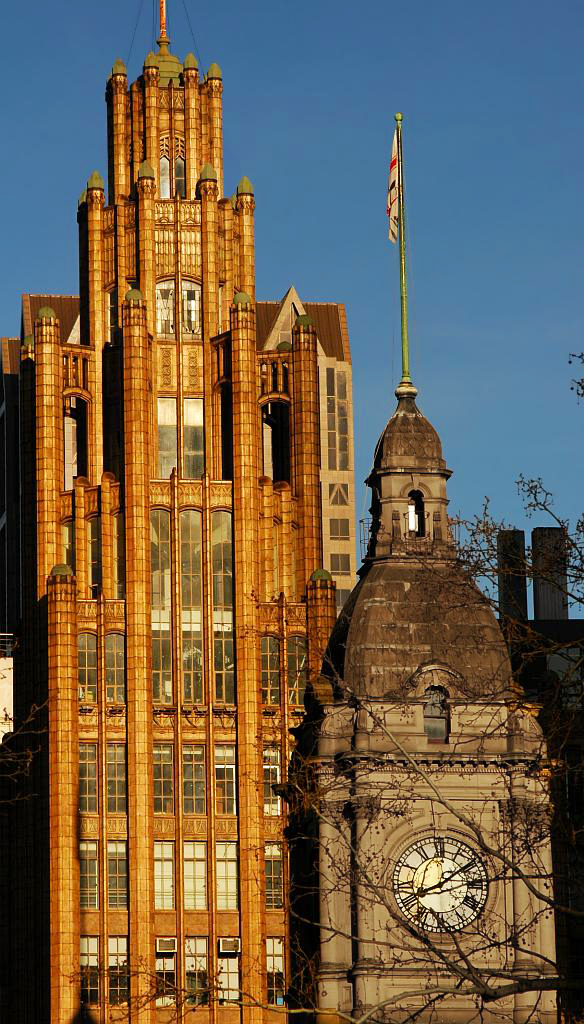
Вершина Manchester Unity Building башенные часы Melbourne Town Hall